# Единая лига ВТБ 2014/2015. Второй круг
В этой статье представлены результаты матчей второго круга Единой лиги ВТБ 2014/2015.

## 16 тур
| 17 января 2015 15:00 | Отчёт | Астана                     | 76:92    | Зенит                          | Велотрек «Сарыарка», Астана Зрителей: 300 Судьи: Мурат Биричик Эмин Могулкоч Александр Сирица |
| 17 января 2015 15:00 | Отчёт | 15:26, 23:17, 28:27, 10:22 |          |                                | Велотрек «Сарыарка», Астана Зрителей: 300 Судьи: Мурат Биричик Эмин Могулкоч Александр Сирица |
| 17 января 2015 15:00 | Отчёт | Ник Кэйнер-Медли 19        | Очки     | Уолтер Ходж 23                 | Велотрек «Сарыарка», Астана Зрителей: 300 Судьи: Мурат Биричик Эмин Могулкоч Александр Сирица |
| 17 января 2015 15:00 | Отчёт | Патрик Калатес 9           | Подборы  | Андрей Кощеев 10               | Велотрек «Сарыарка», Астана Зрителей: 300 Судьи: Мурат Биричик Эмин Могулкоч Александр Сирица |
| 17 января 2015 15:00 | Отчёт | Рашид Махалбашич 7         | Передачи | Артём Вихров, Уолтер Ходж по 8 | Велотрек «Сарыарка», Астана Зрителей: 300 Судьи: Мурат Биричик Эмин Могулкоч Александр Сирица |

| 17 января 2015 17:00 | Отчёт | Химки                      | 98:77    | Цмоки-Минск      | БЦМО, Химки Зрителей: 2 238 Судьи: Борис Шульга Петри Мянтюля Виллюс Мачюлайтис |
| 17 января 2015 17:00 | Отчёт | 26:26, 20:15, 21:15, 31:21 |          |                  | БЦМО, Химки Зрителей: 2 238 Судьи: Борис Шульга Петри Мянтюля Виллюс Мачюлайтис |
| 17 января 2015 17:00 | Отчёт | Егор Вяльцев 18            | Очки     | Иван Мараш 21    | БЦМО, Химки Зрителей: 2 238 Судьи: Борис Шульга Петри Мянтюля Виллюс Мачюлайтис |
| 17 января 2015 17:00 | Отчёт | Джеймс Огастин 8           | Подборы  | Иван Мараш 9     | БЦМО, Химки Зрителей: 2 238 Судьи: Борис Шульга Петри Мянтюля Виллюс Мачюлайтис |
| 17 января 2015 17:00 | Отчёт | Тайрис Райс 7              | Передачи | Стенли Баррелл 4 | БЦМО, Химки Зрителей: 2 238 Судьи: Борис Шульга Петри Мянтюля Виллюс Мачюлайтис |

| 17 января 2015 17:00 | Отчёт | Автодор                   | 87:69    | УНИКС                                    | ДС «Кристалл», Саратов Зрителей: 4 500 Судьи: Сергей Круг Семён Овинов Сергей Михайлов |
| 17 января 2015 17:00 | Отчёт | 18:21, 18:8, 23:21, 28:19 |          |                                          | ДС «Кристалл», Саратов Зрителей: 4 500 Судьи: Сергей Круг Семён Овинов Сергей Михайлов |
| 17 января 2015 17:00 | Отчёт | Кирилл Фесенко 23         | Очки     | Джеймс Уайт, Кит Лэнгфорд по 16          | ДС «Кристалл», Саратов Зрителей: 4 500 Судьи: Сергей Круг Семён Овинов Сергей Михайлов |
| 17 января 2015 17:00 | Отчёт | Кирилл Фесенко 16         | Подборы  | Костас Каймакоглу 8                      | ДС «Кристалл», Саратов Зрителей: 4 500 Судьи: Сергей Круг Семён Овинов Сергей Михайлов |
| 17 января 2015 17:00 | Отчёт | Кортни Фортсон 12         | Передачи | Костас Каймакоглу, Кёртис Джерреллс по 5 | ДС «Кристалл», Саратов Зрителей: 4 500 Судьи: Сергей Круг Семён Овинов Сергей Михайлов |

| 17 января 2015 19:10 | Отчёт | Енисей                           | 81:88    | ВЭФ                             | Дворец спорта им. Ивана Ярыгина, Красноярск Зрителей: 1 500 Судьи: Якуб Замойски Эрсан Картал Андрей Шарапа |
| 17 января 2015 19:10 | Отчёт | 19:19, 23:18, 25:29, 14:22       |          |                                 | Дворец спорта им. Ивана Ярыгина, Красноярск Зрителей: 1 500 Судьи: Якуб Замойски Эрсан Картал Андрей Шарапа |
| 17 января 2015 19:10 | Отчёт | Павел Сергеев 18                 | Очки     | Рональдс Закис 18               | Дворец спорта им. Ивана Ярыгина, Красноярск Зрителей: 1 500 Судьи: Якуб Замойски Эрсан Картал Андрей Шарапа |
| 17 января 2015 19:10 | Отчёт | Элмедин Киканович 7              | Подборы  | Марекс Мейерис, Янис Тимма по 8 | Дворец спорта им. Ивана Ярыгина, Красноярск Зрителей: 1 500 Судьи: Якуб Замойски Эрсан Картал Андрей Шарапа |
| 17 января 2015 19:10 | Отчёт | Донелл Купер, Павел Сергеев по 6 | Передачи | Янис Тимма 11                   | Дворец спорта им. Ивана Ярыгина, Красноярск Зрителей: 1 500 Судьи: Якуб Замойски Эрсан Картал Андрей Шарапа |

| 18 января 2015 14:00 | Отчёт | Нилан Байзонс             | 63:78    | ЦСКА                                  | «Энергия Арена», Лоймаа Зрителей: 1 080 Судьи: Арнис Озолс Ингус Бауманис Петр Пастусяк |
| 18 января 2015 14:00 | Отчёт | 11:19, 15:26, 14:26, 23:7 |          |                                       | «Энергия Арена», Лоймаа Зрителей: 1 080 Судьи: Арнис Озолс Ингус Бауманис Петр Пастусяк |
| 18 января 2015 14:00 | Отчёт | Айан Хаммер 15            | Очки     | Виталий Фридзон, Павел Коробков по 13 | «Энергия Арена», Лоймаа Зрителей: 1 080 Судьи: Арнис Озолс Ингус Бауманис Петр Пастусяк |
| 18 января 2015 14:00 | Отчёт | Айан Хаммер 6             | Подборы  | Андрей Воронцевич 10                  | «Энергия Арена», Лоймаа Зрителей: 1 080 Судьи: Арнис Озолс Ингус Бауманис Петр Пастусяк |
| 18 января 2015 14:00 | Отчёт | Роопе Ахонен 5            | Передачи | Милош Теодосич 8                      | «Энергия Арена», Лоймаа Зрителей: 1 080 Судьи: Арнис Озолс Ингус Бауманис Петр Пастусяк |

| 18 января 2015 17:00 | Отчёт | Красный Октябрь           | 74:96    | Нижний Новгород                     | Дворец спорта волгоградских профсоюзов, Волгоград Зрителей: 2 768 Судьи: Петри Мянтюля Алексей Давыдов Евгений Ветров |
| 18 января 2015 17:00 | Отчёт | 25:23, 18:19, 7:25, 24:29 |          |                                     | Дворец спорта волгоградских профсоюзов, Волгоград Зрителей: 2 768 Судьи: Петри Мянтюля Алексей Давыдов Евгений Ветров |
| 18 января 2015 17:00 | Отчёт | Ламонт Хэмилтон 21        | Очки     | Теренс Кинси 22                     | Дворец спорта волгоградских профсоюзов, Волгоград Зрителей: 2 768 Судьи: Петри Мянтюля Алексей Давыдов Евгений Ветров |
| 18 января 2015 17:00 | Отчёт | 4 игрока по 4             | Подборы  | Трэй Томпкинс 9                     | Дворец спорта волгоградских профсоюзов, Волгоград Зрителей: 2 768 Судьи: Петри Мянтюля Алексей Давыдов Евгений Ветров |
| 18 января 2015 17:00 | Отчёт | Дональд Макгрэт 7         | Передачи | Семен Антонов, Дмитрий Хвостов по 5 | Дворец спорта волгоградских профсоюзов, Волгоград Зрителей: 2 768 Судьи: Петри Мянтюля Алексей Давыдов Евгений Ветров |

| 18 января 2015 18:00 | Отчёт | Калев                      | 83:99    | Локомотив-Кубань  | «Саку Суурхалль», Таллин Зрителей: 1 600 Судьи: Олег Латышев Владислав Исаченко Петр Ивашков |
| 18 января 2015 18:00 | Отчёт | 19:21, 15:24, 26:23, 23:31 |          |                   | «Саку Суурхалль», Таллин Зрителей: 1 600 Судьи: Олег Латышев Владислав Исаченко Петр Ивашков |
| 18 января 2015 18:00 | Отчёт | Роландс Фрейманис 20       | Очки     | Деррик Браун 24   | «Саку Суурхалль», Таллин Зрителей: 1 600 Судьи: Олег Латышев Владислав Исаченко Петр Ивашков |
| 18 января 2015 18:00 | Отчёт | Фрэнк Элегар 9             | Подборы  | Ричард Хендрикс 7 | «Саку Суурхалль», Таллин Зрителей: 1 600 Судьи: Олег Латышев Владислав Исаченко Петр Ивашков |
| 18 января 2015 18:00 | Отчёт | Скотт Мачадо 7             | Передачи | Крунослав Симон 7 | «Саку Суурхалль», Таллин Зрителей: 1 600 Судьи: Олег Латышев Владислав Исаченко Петр Ивашков |

| 19 февраля 2015 20:00 | Отчёт | Нимбурк                   | 77:68    | Красные крылья      | Спортивный комплекс Нимбурка, Нимбурк Зрителей: 521 Судьи: Борис Рыжик Юрис Кокаинис Жденко Зубак |
| 19 февраля 2015 20:00 | Отчёт | 12:20, 20:24, 19:9, 26:15 |          |                     | Спортивный комплекс Нимбурка, Нимбурк Зрителей: 521 Судьи: Борис Рыжик Юрис Кокаинис Жденко Зубак |
| 19 февраля 2015 20:00 | Отчёт | Дариус Вашингтон 17       | Очки     | Каспарс Берзиньш 17 | Спортивный комплекс Нимбурка, Нимбурк Зрителей: 521 Судьи: Борис Рыжик Юрис Кокаинис Жденко Зубак |
| 19 февраля 2015 20:00 | Отчёт | Дариус Вашингтон 6        | Подборы  | Кервин Бристол 12   | Спортивный комплекс Нимбурка, Нимбурк Зрителей: 521 Судьи: Борис Рыжик Юрис Кокаинис Жденко Зубак |
| 19 февраля 2015 20:00 | Отчёт | Дариус Вашингтон 3        | Передачи | Виктор Заряжко 8    | Спортивный комплекс Нимбурка, Нимбурк Зрителей: 521 Судьи: Борис Рыжик Юрис Кокаинис Жденко Зубак |

## 17 тур
| 24 января 2015 12:00 | Отчёт | Астана                     | 86:95    | Енисей          | Велотрек «Сарыарка», Астана Зрителей: 1 320 Судьи: Александар Глишич Сергей Чайковский Петр Ивашков |
| 24 января 2015 12:00 | Отчёт | 19:24, 24:16, 15:31, 28:24 |          |                 | Велотрек «Сарыарка», Астана Зрителей: 1 320 Судьи: Александар Глишич Сергей Чайковский Петр Ивашков |
| 24 января 2015 12:00 | Отчёт | Ник Кэйнер-Медли 31        | Очки     | Террико Уайт 33 | Велотрек «Сарыарка», Астана Зрителей: 1 320 Судьи: Александар Глишич Сергей Чайковский Петр Ивашков |
| 24 января 2015 12:00 | Отчёт | Ник Кэйнер-Медли 11        | Подборы  | Террико Уайт 8  | Велотрек «Сарыарка», Астана Зрителей: 1 320 Судьи: Александар Глишич Сергей Чайковский Петр Ивашков |
| 24 января 2015 12:00 | Отчёт | Джерри Джонсон 16          | Передачи | Донелл Купер 23 | Велотрек «Сарыарка», Астана Зрителей: 1 320 Судьи: Александар Глишич Сергей Чайковский Петр Ивашков |

| 25 января 2015 17:00 | Отчёт | Локомотив-Кубань           | 89:85    | Автодор           | «Баскет-холл», Краснодар Зрителей: 2 971 Судьи: Саша Пукл Александар Глишич Александр Романов |
| 25 января 2015 17:00 | Отчёт | 23:16, 25:25, 24:19, 17:25 |          |                   | «Баскет-холл», Краснодар Зрителей: 2 971 Судьи: Саша Пукл Александар Глишич Александр Романов |
| 25 января 2015 17:00 | Отчёт | Энтони Рэндольф 28         | Очки     | Кирилл Фесенко 20 | «Баскет-холл», Краснодар Зрителей: 2 971 Судьи: Саша Пукл Александар Глишич Александр Романов |
| 25 января 2015 17:00 | Отчёт | Деррик Браун 9             | Подборы  | Майка Даунс 12    | «Баскет-холл», Краснодар Зрителей: 2 971 Судьи: Саша Пукл Александар Глишич Александр Романов |
| 25 января 2015 17:00 | Отчёт | Малькольм Дилейни 8        | Передачи | Кортни Фортсон 6  | «Баскет-холл», Краснодар Зрителей: 2 971 Судьи: Саша Пукл Александар Глишич Александр Романов |

| 25 января 2015 17:00 | Отчёт | Красные крылья             | 73:66    | Красный Октябрь    | «МТЛ-Арена», Самара Зрителей: 1 700 Судьи: Роберт Виклицкий Антон Махлин Александр Сирица |
| 25 января 2015 17:00 | Отчёт | 23:17, 19:22, 14:11, 17:16 |          |                    | «МТЛ-Арена», Самара Зрителей: 1 700 Судьи: Роберт Виклицкий Антон Махлин Александр Сирица |
| 25 января 2015 17:00 | Отчёт | Каспарс Берзиньш 20        | Очки     | Рэнди Калпеппер 21 | «МТЛ-Арена», Самара Зрителей: 1 700 Судьи: Роберт Виклицкий Антон Махлин Александр Сирица |
| 25 января 2015 17:00 | Отчёт | Каспарс Берзиньш 15        | Подборы  | Ламонт Хэмилтон 7  | «МТЛ-Арена», Самара Зрителей: 1 700 Судьи: Роберт Виклицкий Антон Махлин Александр Сирица |
| 25 января 2015 17:00 | Отчёт | Андрей Матеюнас 9          | Передачи | 3 игрока по 2      | «МТЛ-Арена», Самара Зрителей: 1 700 Судьи: Роберт Виклицкий Антон Махлин Александр Сирица |

| 25 января 2015 17:30 | Отчёт | Калев                      | 70:94    | Химки                              | «Саку Суурхалль», Таллин Зрителей: 1 300 Судьи: Ингус Бауманис Станислав Кучера Йоханнес Сарекоски |
| 25 января 2015 17:30 | Отчёт | 23:21, 14:31, 17:21, 16:21 |          |                                    | «Саку Суурхалль», Таллин Зрителей: 1 300 Судьи: Ингус Бауманис Станислав Кучера Йоханнес Сарекоски |
| 25 января 2015 17:30 | Отчёт | Фрэнк Элегар 14            | Очки     | Тайрис Райс, Петтери Копонен по 17 | «Саку Суурхалль», Таллин Зрителей: 1 300 Судьи: Ингус Бауманис Станислав Кучера Йоханнес Сарекоски |
| 25 января 2015 17:30 | Отчёт | Фрэнк Элегар 10            | Подборы  | Руслан Патеев 6                    | «Саку Суурхалль», Таллин Зрителей: 1 300 Судьи: Ингус Бауманис Станислав Кучера Йоханнес Сарекоски |
| 25 января 2015 17:30 | Отчёт | Скотт Мачадо 4             | Передачи | Тайрис Райс 6                      | «Саку Суурхалль», Таллин Зрителей: 1 300 Судьи: Ингус Бауманис Станислав Кучера Йоханнес Сарекоски |

| 25 января 2015 18:00 | Отчёт | Нимбурк                    | 84:90    | ВЭФ                  | Спортивный центр Нимбурка, Нимбурк Зрителей: 650 Судьи: Луиш Лопеш Дариуш Щерба Алексей Чудин |
| 25 января 2015 18:00 | Отчёт | 22:21, 15:30, 18:19, 29:20 |          |                      | Спортивный центр Нимбурка, Нимбурк Зрителей: 650 Судьи: Луиш Лопеш Дариуш Щерба Алексей Чудин |
| 25 января 2015 18:00 | Отчёт | Честер Симмонс 19          | Очки     | Джеральд Робинсон 30 | Спортивный центр Нимбурка, Нимбурк Зрителей: 650 Судьи: Луиш Лопеш Дариуш Щерба Алексей Чудин |
| 25 января 2015 18:00 | Отчёт | Кристиан Бернс 8           | Подборы  | Рональдс Закис 11    | Спортивный центр Нимбурка, Нимбурк Зрителей: 650 Судьи: Луиш Лопеш Дариуш Щерба Алексей Чудин |
| 25 января 2015 18:00 | Отчёт | Дариус Вашингтон 4         | Передачи | Роберт Лоури 8       | Спортивный центр Нимбурка, Нимбурк Зрителей: 650 Судьи: Луиш Лопеш Дариуш Щерба Алексей Чудин |

| 25 января 2015 18:00 | Отчёт | Зенит                              | 100:85   | Нилан Байзонс      | «Сибур Арена», Санкт-Петербург Зрителей: 4 100 Судьи: Оскарс Лучис Андрей Шарапа Райн Пеенарди |
| 25 января 2015 18:00 | Отчёт | 21:27, 27:15, 26:19, 26:24         |          |                    | «Сибур Арена», Санкт-Петербург Зрителей: 4 100 Судьи: Оскарс Лучис Андрей Шарапа Райн Пеенарди |
| 25 января 2015 18:00 | Отчёт | Камерон Джонс, Деян Боровняк по 20 | Очки     | Энтони Хиллиард 23 | «Сибур Арена», Санкт-Петербург Зрителей: 4 100 Судьи: Оскарс Лучис Андрей Шарапа Райн Пеенарди |
| 25 января 2015 18:00 | Отчёт | Кайл Лэндри 12                     | Подборы  | Айан Хаммер 7      | «Сибур Арена», Санкт-Петербург Зрителей: 4 100 Судьи: Оскарс Лучис Андрей Шарапа Райн Пеенарди |
| 25 января 2015 18:00 | Отчёт | 3 игрока по 4                      | Передачи | Антто Никкаринен 6 | «Сибур Арена», Санкт-Петербург Зрителей: 4 100 Судьи: Оскарс Лучис Андрей Шарапа Райн Пеенарди |

| 25 января 2015 19:00 | Отчёт | УНИКС                                | 73:75    | ЦСКА             | «Баскет-холл», Казань Зрителей: 4 000 Судьи: Томислав Вовк Ааре Халлико Алексей Давыдов |
| 25 января 2015 19:00 | Отчёт | 21:17, 16:16, 16:23, 20:19           |          |                  | «Баскет-холл», Казань Зрителей: 4 000 Судьи: Томислав Вовк Ааре Халлико Алексей Давыдов |
| 25 января 2015 19:00 | Отчёт | Костас Каймакоглу 22                 | Очки     | Нандо Де Коло 28 | «Баскет-холл», Казань Зрителей: 4 000 Судьи: Томислав Вовк Ааре Халлико Алексей Давыдов |
| 25 января 2015 19:00 | Отчёт | Кит Лэнгфорд, Костас Каймакоглу по 8 | Подборы  | Кайл Хайнс 12    | «Баскет-холл», Казань Зрителей: 4 000 Судьи: Томислав Вовк Ааре Халлико Алексей Давыдов |
| 25 января 2015 19:00 | Отчёт | Кит Лэнгфорд, Антон Понкрашов по 4   | Передачи | Милош Теодосич 6 | «Баскет-холл», Казань Зрителей: 4 000 Судьи: Томислав Вовк Ааре Халлико Алексей Давыдов |

| 26 января 2015 19:00 | Отчёт | Цмоки-Минск                               | 79:93    | Нижний Новгород  | «Минск-арена», Минск Зрителей: 950 Судьи: Юргис Лауринавичюс Миндаугас Вецерскис Войцех Лишка |
| 26 января 2015 19:00 | Отчёт | 21:29, 15:14, 22:24, 21:26                |          |                  | «Минск-арена», Минск Зрителей: 950 Судьи: Юргис Лауринавичюс Миндаугас Вецерскис Войцех Лишка |
| 26 января 2015 19:00 | Отчёт | Стэнли Баррелл, Александр Кудрявцев по 18 | Очки     | Трэй Томпкинс 24 | «Минск-арена», Минск Зрителей: 950 Судьи: Юргис Лауринавичюс Миндаугас Вецерскис Войцех Лишка |
| 26 января 2015 19:00 | Отчёт | Иван Мараш 16                             | Подборы  | Трэй Томпкинс 10 | «Минск-арена», Минск Зрителей: 950 Судьи: Юргис Лауринавичюс Миндаугас Вецерскис Войцех Лишка |
| 26 января 2015 19:00 | Отчёт | Бранко Миркович 3                         | Передачи | Тэйлор Рочести 9 | «Минск-арена», Минск Зрителей: 950 Судьи: Юргис Лауринавичюс Миндаугас Вецерскис Войцех Лишка |

## 18 тур
| 31 января 2015 15:10 | Отчёт | Енисей                            | 104:108 ОТ | Зенит            | Дворец спорта имени Ивана Ярыгина, Красноярск Зрителей: 1 300 Судьи: Роберт Виклицкий Сергей Беляков Юрий Зинкевич |
| 31 января 2015 15:10 | Отчёт | 28:22, 20:26, 25:25, 21:21, 10:14 |            |                  | Дворец спорта имени Ивана Ярыгина, Красноярск Зрителей: 1 300 Судьи: Роберт Виклицкий Сергей Беляков Юрий Зинкевич |
| 31 января 2015 15:10 | Отчёт | Донелл Купер 20                   | Очки       | Деян Боровняк 24 | Дворец спорта имени Ивана Ярыгина, Красноярск Зрителей: 1 300 Судьи: Роберт Виклицкий Сергей Беляков Юрий Зинкевич |
| 31 января 2015 15:10 | Отчёт | Сава Лешич 10                     | Подборы    | Деян Боровняк 13 | Дворец спорта имени Ивана Ярыгина, Красноярск Зрителей: 1 300 Судьи: Роберт Виклицкий Сергей Беляков Юрий Зинкевич |
| 31 января 2015 15:10 | Отчёт | Донелл Купер 8                    | Передачи   | Уолтер Ходж 15   | Дворец спорта имени Ивана Ярыгина, Красноярск Зрителей: 1 300 Судьи: Роберт Виклицкий Сергей Беляков Юрий Зинкевич |

| 31 января 2015 18:00 | Отчёт | Автодор                    | 101:76   | Химки                             | ДС «Кристалл», Саратов Зрителей: 5 000 Судьи: Сретен Радович Сергей Михайлов Алексей Давыдов |
| 31 января 2015 18:00 | Отчёт | 19:16, 31:25, 24:23, 27:12 |          |                                   | ДС «Кристалл», Саратов Зрителей: 5 000 Судьи: Сретен Радович Сергей Михайлов Алексей Давыдов |
| 31 января 2015 18:00 | Отчёт | Кирилл Фесенко 23          | Очки     | Петтери Копонен 21                | ДС «Кристалл», Саратов Зрителей: 5 000 Судьи: Сретен Радович Сергей Михайлов Алексей Давыдов |
| 31 января 2015 18:00 | Отчёт | Кирилл Фесенко 13          | Подборы  | Джеймс Огастин 7                  | ДС «Кристалл», Саратов Зрителей: 5 000 Судьи: Сретен Радович Сергей Михайлов Алексей Давыдов |
| 31 января 2015 18:00 | Отчёт | Кортни Фортсон 8           | Передачи | Тайриз Райс, Петтери Копонен по 4 | ДС «Кристалл», Саратов Зрителей: 5 000 Судьи: Сретен Радович Сергей Михайлов Алексей Давыдов |

| 31 января 2015 18:00 | Отчёт | Цмоки-Минск                | 74:66    | Красные крылья    | «Минск-Арена», Минск Зрителей: 1 600 Судьи: Олег Латышев Сергей Защук Танел Суслов |
| 31 января 2015 18:00 | Отчёт | 25:16, 16:10, 19:21, 14:19 |          |                   | «Минск-Арена», Минск Зрителей: 1 600 Судьи: Олег Латышев Сергей Защук Танел Суслов |
| 31 января 2015 18:00 | Отчёт | Бранко Миркович 15         | Очки     | Виктор Заряжко 14 | «Минск-Арена», Минск Зрителей: 1 600 Судьи: Олег Латышев Сергей Защук Танел Суслов |
| 31 января 2015 18:00 | Отчёт | Алексей Лашкевич 9         | Подборы  | Кервин Бристол 13 | «Минск-Арена», Минск Зрителей: 1 600 Судьи: Олег Латышев Сергей Защук Танел Суслов |
| 31 января 2015 18:00 | Отчёт | Александр Кудрявцев 4      | Передачи | Сергей Топоров 4  | «Минск-Арена», Минск Зрителей: 1 600 Судьи: Олег Латышев Сергей Защук Танел Суслов |

| 1 февраля 2015 12:00 | Отчёт | Астана                     | 82:84    | Нимбурк             | Велотрек «Сарыарка», Астана Зрителей: 1 488 Судьи: Борис Шульга Андрей Шарапа Александр Романов |
| 1 февраля 2015 12:00 | Отчёт | 19:19, 27:19, 16:24, 20:22 |          |                     | Велотрек «Сарыарка», Астана Зрителей: 1 488 Судьи: Борис Шульга Андрей Шарапа Александр Романов |
| 1 февраля 2015 12:00 | Отчёт | Ник Кэйнер-Медли 21        | Очки     | Дариус Вашингтон 24 | Велотрек «Сарыарка», Астана Зрителей: 1 488 Судьи: Борис Шульга Андрей Шарапа Александр Романов |
| 1 февраля 2015 12:00 | Отчёт | Ник Кэйнер-Медли 8         | Подборы  | Любош Бартон 5      | Велотрек «Сарыарка», Астана Зрителей: 1 488 Судьи: Борис Шульга Андрей Шарапа Александр Романов |
| 1 февраля 2015 12:00 | Отчёт | Джерри Джонсон 12          | Передачи | Иржи Велш 5         | Велотрек «Сарыарка», Астана Зрителей: 1 488 Судьи: Борис Шульга Андрей Шарапа Александр Романов |

| 1 февраля 2015 16:00 | Отчёт | Красный Октябрь            | 84:69    | ВЭФ                  | Дворец спорта волгоградских профсоюзов, Волгоград Зрителей: 2 805 Судьи: Миливое Йовчич Ааре Халлико Юрий Игнатьев |
| 1 февраля 2015 16:00 | Отчёт | 19:13, 25:14, 16:22, 24:20 |          |                      | Дворец спорта волгоградских профсоюзов, Волгоград Зрителей: 2 805 Судьи: Миливое Йовчич Ааре Халлико Юрий Игнатьев |
| 1 февраля 2015 16:00 | Отчёт | Ламонт Хэмилтон 20         | Очки     | Джеральд Робинсон 18 | Дворец спорта волгоградских профсоюзов, Волгоград Зрителей: 2 805 Судьи: Миливое Йовчич Ааре Халлико Юрий Игнатьев |
| 1 февраля 2015 16:00 | Отчёт | 4 игрока по 5              | Подборы  | Марекс Мейерис 7     | Дворец спорта волгоградских профсоюзов, Волгоград Зрителей: 2 805 Судьи: Миливое Йовчич Ааре Халлико Юрий Игнатьев |
| 1 февраля 2015 16:00 | Отчёт | Дональд МакГрэт 8          | Передачи | Джеральд Робинсон 9  | Дворец спорта волгоградских профсоюзов, Волгоград Зрителей: 2 805 Судьи: Миливое Йовчич Ааре Халлико Юрий Игнатьев |

| 1 февраля 2015 17:00 | Отчёт | Нилан Байзонс             | 76:82    | УНИКС              | Дворец спорта Лоймаа, Лоймаа Зрителей: 612 Судьи: Арнис Озолс Миндаугас Вецерскис Борис Габара |
| 1 февраля 2015 17:00 | Отчёт | 23:17, 8:20, 23:15, 15:17 |          |                    | Дворец спорта Лоймаа, Лоймаа Зрителей: 612 Судьи: Арнис Озолс Миндаугас Вецерскис Борис Габара |
| 1 февраля 2015 17:00 | Отчёт | Матти Нуутинен 15         | Очки     | Дъор Фишер 20      | Дворец спорта Лоймаа, Лоймаа Зрителей: 612 Судьи: Арнис Озолс Миндаугас Вецерскис Борис Габара |
| 1 февраля 2015 17:00 | Отчёт | 3 игрока по 7             | Подборы  | Дъор Фишер 13      | Дворец спорта Лоймаа, Лоймаа Зрителей: 612 Судьи: Арнис Озолс Миндаугас Вецерскис Борис Габара |
| 1 февраля 2015 17:00 | Отчёт | Аарон Джонсон 8           | Передачи | Кёртис Джерреллс 6 | Дворец спорта Лоймаа, Лоймаа Зрителей: 612 Судьи: Арнис Озолс Миндаугас Вецерскис Борис Габара |

| 1 февраля 2015 18:00 | Отчёт | Калев                            | 110:76   | Нижний Новгород     | «Саку Суурхалль», Таллин Зрителей: 1 200 Судьи: Юрис Кокаинис Виллюс Мачюлайтис Роман Пономаренко |
| 1 февраля 2015 18:00 | Отчёт | 17:18, 32:20, 34:21, 27:17       |          |                     | «Саку Суурхалль», Таллин Зрителей: 1 200 Судьи: Юрис Кокаинис Виллюс Мачюлайтис Роман Пономаренко |
| 1 февраля 2015 18:00 | Отчёт | Фрэнк Элегар 26                  | Очки     | Трей Томпкинс 19    | «Саку Суурхалль», Таллин Зрителей: 1 200 Судьи: Юрис Кокаинис Виллюс Мачюлайтис Роман Пономаренко |
| 1 февраля 2015 18:00 | Отчёт | Скотт Мачадо, Фрэнк Элегар по 10 | Подборы  | Артем Параховский 8 | «Саку Суурхалль», Таллин Зрителей: 1 200 Судьи: Юрис Кокаинис Виллюс Мачюлайтис Роман Пономаренко |
| 1 февраля 2015 18:00 | Отчёт | Скотт Мачадо 14                  | Передачи | Тейлор Рочести 3    | «Саку Суурхалль», Таллин Зрителей: 1 200 Судьи: Юрис Кокаинис Виллюс Мачюлайтис Роман Пономаренко |

| 1 февраля 2015 19:00 | Отчёт | ЦСКА                       | 76:78    | Локомотив-Кубань   | Универсальный спортивный комплекс ЦСКА, Москва Зрителей: 3 876 Судьи: Томаш Травицкий Здравко Рутешич Ингус Бауманис |
| 1 февраля 2015 19:00 | Отчёт | 16:18, 21:20, 19:18, 20:22 |          |                    | Универсальный спортивный комплекс ЦСКА, Москва Зрителей: 3 876 Судьи: Томаш Травицкий Здравко Рутешич Ингус Бауманис |
| 1 февраля 2015 19:00 | Отчёт | Милош Теодосич 20          | Очки     | Энтони Рэндольф 17 | Универсальный спортивный комплекс ЦСКА, Москва Зрителей: 3 876 Судьи: Томаш Травицкий Здравко Рутешич Ингус Бауманис |
| 1 февраля 2015 19:00 | Отчёт | Андрей Воронцевич 10       | Подборы  | Деррик Браун 9     | Универсальный спортивный комплекс ЦСКА, Москва Зрителей: 3 876 Судьи: Томаш Травицкий Здравко Рутешич Ингус Бауманис |
| 1 февраля 2015 19:00 | Отчёт | Милош Теодосич 10          | Передачи | Деррик Браун 4     | Универсальный спортивный комплекс ЦСКА, Москва Зрителей: 3 876 Судьи: Томаш Травицкий Здравко Рутешич Ингус Бауманис |

## 19 тур
| 6 февраля 2015 20:00 | Отчёт | Нилан Байзонс              | 108:71   | Енисей               | Дворец спорта Лоймаа, Лоймаа Зрителей: 512 Судьи: Томас Ясявичюс Пётр Пастусяк Юрис Кокаинис |
| 6 февраля 2015 20:00 | Отчёт | 24:19, 28:20, 31:14, 25:18 |          |                      | Дворец спорта Лоймаа, Лоймаа Зрителей: 512 Судьи: Томас Ясявичюс Пётр Пастусяк Юрис Кокаинис |
| 6 февраля 2015 20:00 | Отчёт | Энтони Хиллиард 29         | Очки     | Элмедин Киканович 20 | Дворец спорта Лоймаа, Лоймаа Зрителей: 512 Судьи: Томас Ясявичюс Пётр Пастусяк Юрис Кокаинис |
| 6 февраля 2015 20:00 | Отчёт | Айан Хаммер 11             | Подборы  | Донелл Купер 8       | Дворец спорта Лоймаа, Лоймаа Зрителей: 512 Судьи: Томас Ясявичюс Пётр Пастусяк Юрис Кокаинис |
| 6 февраля 2015 20:00 | Отчёт | Аарон Джонсон 9            | Передачи | Донелл Купер 6       | Дворец спорта Лоймаа, Лоймаа Зрителей: 512 Судьи: Томас Ясявичюс Пётр Пастусяк Юрис Кокаинис |

| 7 февраля 2015 17:00 | Отчёт | Локомотив-Кубань           | 74:72    | УНИКС           | «Баскет-холл», Краснодар Зрителей: 4 370 Судьи: Роберт Виклицкий Антон Махлин Илья Путенко |
| 7 февраля 2015 17:00 | Отчёт | 18:20, 14:10, 19:21, 23:21 |          |                 | «Баскет-холл», Краснодар Зрителей: 4 370 Судьи: Роберт Виклицкий Антон Махлин Илья Путенко |
| 7 февраля 2015 17:00 | Отчёт | Энтони Рэндольф 28         | Очки     | Кит Лэнгфорд 22 | «Баскет-холл», Краснодар Зрителей: 4 370 Судьи: Роберт Виклицкий Антон Махлин Илья Путенко |
| 7 февраля 2015 17:00 | Отчёт | Энтони Рэндольф 9          | Подборы  | Дъор Фишер 9    | «Баскет-холл», Краснодар Зрителей: 4 370 Судьи: Роберт Виклицкий Антон Махлин Илья Путенко |
| 7 февраля 2015 17:00 | Отчёт | Мальколм Дилэйни 6         | Передачи | Сергей Быков 5  | «Баскет-холл», Краснодар Зрителей: 4 370 Судьи: Роберт Виклицкий Антон Махлин Илья Путенко |

| 8 февраля 2015 13:00 | Отчёт | Красный Октябрь           | 84:72    | Астана            | Дворец спорта волгоградских профсоюзов, Волгоград Зрителей: 2 763 Судьи: Милош Коленшич Оскарс Лучис Марек Малишевски |
| 8 февраля 2015 13:00 | Отчёт | 15:20, 24:14, 19:6, 26:32 |          |                   | Дворец спорта волгоградских профсоюзов, Волгоград Зрителей: 2 763 Судьи: Милош Коленшич Оскарс Лучис Марек Малишевски |
| 8 февраля 2015 13:00 | Отчёт | Ламонт Хэмилтон 23        | Очки     | Джерри Джонсон 18 | Дворец спорта волгоградских профсоюзов, Волгоград Зрителей: 2 763 Судьи: Милош Коленшич Оскарс Лучис Марек Малишевски |
| 8 февраля 2015 13:00 | Отчёт | Ромео Трэвис 9            | Подборы  | Патрик Калатес 6  | Дворец спорта волгоградских профсоюзов, Волгоград Зрителей: 2 763 Судьи: Милош Коленшич Оскарс Лучис Марек Малишевски |
| 8 февраля 2015 13:00 | Отчёт | Дональд МакГрэт 7         | Передачи | Джерри Джонсон 7  | Дворец спорта волгоградских профсоюзов, Волгоград Зрителей: 2 763 Судьи: Милош Коленшич Оскарс Лучис Марек Малишевски |

| 8 февраля 2015 13:00 | Отчёт | Химки                            | 107:104  | ЦСКА                                        | «БЦМО», Химки Зрителей: 4 000 Судьи: Дамир Явор Шрдан Дозай Семён Овинов |
| 8 февраля 2015 13:00 | Отчёт | 32:24, 18:32, 34:19, 23:29       |          |                                             | «БЦМО», Химки Зрителей: 4 000 Судьи: Дамир Явор Шрдан Дозай Семён Овинов |
| 8 февраля 2015 13:00 | Отчёт | Петтери Копонен, Пол Дэвис по 22 | Очки     | Милош Теодосич 29                           | «БЦМО», Химки Зрителей: 4 000 Судьи: Дамир Явор Шрдан Дозай Семён Овинов |
| 8 февраля 2015 13:00 | Отчёт | Тайлер Ханикатт 7                | Подборы  | Манучар Маркоишвили, Андрей Воронцевич по 6 | «БЦМО», Химки Зрителей: 4 000 Судьи: Дамир Явор Шрдан Дозай Семён Овинов |
| 8 февраля 2015 13:00 | Отчёт | Тайрис Райс 7                    | Передачи | Милош Теодосич 9                            | «БЦМО», Химки Зрителей: 4 000 Судьи: Дамир Явор Шрдан Дозай Семён Овинов |

| 8 февраля 2015 17:00 | Отчёт | Автодор                    | 88:93    | Нижний Новгород   | ДС «Кристалл», Саратов Зрителей: 5 500 Судьи: Сергей Круг Евгений Ветров Евгений Островский |
| 8 февраля 2015 17:00 | Отчёт | 25:29, 18:20, 19:21, 26:23 |          |                   | ДС «Кристалл», Саратов Зрителей: 5 500 Судьи: Сергей Круг Евгений Ветров Евгений Островский |
| 8 февраля 2015 17:00 | Отчёт | Кортни Фортсон 24          | Очки     | Тэйлор Рочести 29 | ДС «Кристалл», Саратов Зрителей: 5 500 Судьи: Сергей Круг Евгений Ветров Евгений Островский |
| 8 февраля 2015 17:00 | Отчёт | Трэвис Петерсон 9          | Подборы  | Трэй Томпкинс 9   | ДС «Кристалл», Саратов Зрителей: 5 500 Судьи: Сергей Круг Евгений Ветров Евгений Островский |
| 8 февраля 2015 17:00 | Отчёт | Кортни Фортсон 10          | Передачи | Тэйлор Рочести 8  | ДС «Кристалл», Саратов Зрителей: 5 500 Судьи: Сергей Круг Евгений Ветров Евгений Островский |

| 8 февраля 2015 18:00 | Отчёт | Нимбурк                         | 80:84    | Зенит             | Спортивный центр Нимбурка, Нимбурк Зрителей: 680 Судьи: Петри Мянтюля Сергей Защук Петер Зениш |
| 8 февраля 2015 18:00 | Отчёт | 18:14, 22:25, 22:18, 18:27      |          |                   | Спортивный центр Нимбурка, Нимбурк Зрителей: 680 Судьи: Петри Мянтюля Сергей Защук Петер Зениш |
| 8 февраля 2015 18:00 | Отчёт | Честер Симмонс 18               | Очки     | Уолтер Ходж 34    | Спортивный центр Нимбурка, Нимбурк Зрителей: 680 Судьи: Петри Мянтюля Сергей Защук Петер Зениш |
| 8 февраля 2015 18:00 | Отчёт | Петр Бенда, Кристиан Бёрнс по 5 | Подборы  | Ди Джей Стивенс 8 | Спортивный центр Нимбурка, Нимбурк Зрителей: 680 Судьи: Петри Мянтюля Сергей Защук Петер Зениш |
| 8 февраля 2015 18:00 | Отчёт | Дариус Вашингтон 6              | Передачи | Дмитрий Кулагин 5 | Спортивный центр Нимбурка, Нимбурк Зрителей: 680 Судьи: Петри Мянтюля Сергей Защук Петер Зениш |

| 9 февраля 2015 20:30 | Отчёт | ВЭФ                                  | 86:61    | Цмоки-Минск       | «Арена Рига», Рига Зрителей: 700 Судьи: Апостолос Калпакас Алексей Давыдов Алексей Чудин |
| 9 февраля 2015 20:30 | Отчёт | 18:18, 23:16, 26:15, 19:12           |          |                   | «Арена Рига», Рига Зрителей: 700 Судьи: Апостолос Калпакас Алексей Давыдов Алексей Чудин |
| 9 февраля 2015 20:30 | Отчёт | Янис Тимма 18                        | Очки     | Иван Мараш 27     | «Арена Рига», Рига Зрителей: 700 Судьи: Апостолос Калпакас Алексей Давыдов Алексей Чудин |
| 9 февраля 2015 20:30 | Отчёт | Анджейс Пасечникс 10                 | Подборы  | Иван Мараш 15     | «Арена Рига», Рига Зрителей: 700 Судьи: Апостолос Калпакас Алексей Давыдов Алексей Чудин |
| 9 февраля 2015 20:30 | Отчёт | Роберт Лоури, Джеральд Робинсон по 9 | Передачи | Бранко Миркович 4 | «Арена Рига», Рига Зрителей: 700 Судьи: Апостолос Калпакас Алексей Давыдов Алексей Чудин |

| 11 февраля 2015 18:00 | [ Отчёт] | Красные крылья                   | 65:75 ОТ | Калев           | МТЛ-Арена, Самара Зрителей: 1 700 Судьи: Миливое Йовчич Пётр Ивашков Артурас Шукис |
| 11 февраля 2015 18:00 | [ Отчёт] | 19:17, 12:16, 15:11, 11:13, 8:18 |          |                 | МТЛ-Арена, Самара Зрителей: 1 700 Судьи: Миливое Йовчич Пётр Ивашков Артурас Шукис |
| 11 февраля 2015 18:00 | [ Отчёт] | Дмитрий Артешин 16               | Очки     | Скотт Мачадо 28 | МТЛ-Арена, Самара Зрителей: 1 700 Судьи: Миливое Йовчич Пётр Ивашков Артурас Шукис |
| 11 февраля 2015 18:00 | [ Отчёт] | Кервин Бристол 16                | Подборы  | Фрэнк Элегар 12 | МТЛ-Арена, Самара Зрителей: 1 700 Судьи: Миливое Йовчич Пётр Ивашков Артурас Шукис |
| 11 февраля 2015 18:00 | [ Отчёт] | Виктор Заряжко 6                 | Передачи | Райн Вейдеман 3 | МТЛ-Арена, Самара Зрителей: 1 700 Судьи: Миливое Йовчич Пётр Ивашков Артурас Шукис |

## 20 тур
| 14 февраля 2015 15:10 | Отчёт | Енисей                               | 83:87    | Калев           | Дворец спорта имени Ивана Ярыгина Зрителей: 1 200 Судьи: Арнис Озолс Миндаугас Вецерскис Андрей Шарапа |
| 14 февраля 2015 15:10 | Отчёт | 23:21, 19:26, 14:15, 27:25           |          |                 | Дворец спорта имени Ивана Ярыгина Зрителей: 1 200 Судьи: Арнис Озолс Миндаугас Вецерскис Андрей Шарапа |
| 14 февраля 2015 15:10 | Отчёт | Донелл Купер 22                      | Очки     | Фрэнк Элегар 29 | Дворец спорта имени Ивана Ярыгина Зрителей: 1 200 Судьи: Арнис Озолс Миндаугас Вецерскис Андрей Шарапа |
| 14 февраля 2015 15:10 | Отчёт | Донелл Купер, Элмедин Киканович по 7 | Подборы  | Фрэнк Элегар 16 | Дворец спорта имени Ивана Ярыгина Зрителей: 1 200 Судьи: Арнис Озолс Миндаугас Вецерскис Андрей Шарапа |
| 14 февраля 2015 15:10 | Отчёт | Донелл Купер 10                      | Передачи | Скотт Мачадо 9  | Дворец спорта имени Ивана Ярыгина Зрителей: 1 200 Судьи: Арнис Озолс Миндаугас Вецерскис Андрей Шарапа |

| 15 февраля 2015 15:00 | Отчёт | Цмоки-Минск                | 68:85    | Нимбурк          | «Минск-Арена», Минск Зрителей: 1 500 Судьи: Сергей Круг Ингус Бауманис Александр Романов |
| 15 февраля 2015 15:00 | Отчёт | 13:22, 25:20, 12:20, 18:23 |          |                  | «Минск-Арена», Минск Зрителей: 1 500 Судьи: Сергей Круг Ингус Бауманис Александр Романов |
| 15 февраля 2015 15:00 | Отчёт | Иван Мараш 18              | Очки     | Войтех Хрубан 19 | «Минск-Арена», Минск Зрителей: 1 500 Судьи: Сергей Круг Ингус Бауманис Александр Романов |
| 15 февраля 2015 15:00 | Отчёт | Иван Мараш 11              | Подборы  | Геррет Штуц 10   | «Минск-Арена», Минск Зрителей: 1 500 Судьи: Сергей Круг Ингус Бауманис Александр Романов |
| 15 февраля 2015 15:00 | Отчёт | Бранко Миркович 4          | Передачи | Честер Симмонс 6 | «Минск-Арена», Минск Зрителей: 1 500 Судьи: Сергей Круг Ингус Бауманис Александр Романов |

| 15 февраля 2015 18:30 | Отчёт | Красный Октябрь            | 75:83    | Нилан Байзонс   | Дворец спорта волгоградских профсоюзов, Волгоград Судьи: Миливое Йовчич Марцин Ковальский Танел Суслов |
| 15 февраля 2015 18:30 | Отчёт | 14:13, 17:18, 20:26, 24:26 |          |                 | Дворец спорта волгоградских профсоюзов, Волгоград Судьи: Миливое Йовчич Марцин Ковальский Танел Суслов |
| 15 февраля 2015 18:30 | Отчёт | Ромео Трэвис 17            | Очки     | Айан Хаммер 19  | Дворец спорта волгоградских профсоюзов, Волгоград Судьи: Миливое Йовчич Марцин Ковальский Танел Суслов |
| 15 февраля 2015 18:30 | Отчёт | Ромео Трэвис 11            | Подборы  | Айан Хаммер 13  | Дворец спорта волгоградских профсоюзов, Волгоград Судьи: Миливое Йовчич Марцин Ковальский Танел Суслов |
| 15 февраля 2015 18:30 | Отчёт | Дональд МакГрэт 7          | Передачи | Аарон Джонсон 8 | Дворец спорта волгоградских профсоюзов, Волгоград Судьи: Миливое Йовчич Марцин Ковальский Танел Суслов |

| 15 февраля 2015 19:00 | Отчёт | Зенит                      | 94:86    | Автодор            | «Сибур Арена», Санкт-Петербург Зрителей: 2 900 Судьи: Якуб Замойски Семён Овинов Станислав Валеев |
| 15 февраля 2015 19:00 | Отчёт | 31:22, 22:25, 24:15, 17:24 |          |                    | «Сибур Арена», Санкт-Петербург Зрителей: 2 900 Судьи: Якуб Замойски Семён Овинов Станислав Валеев |
| 15 февраля 2015 19:00 | Отчёт | Уолтер Ходж 27             | Очки     | Кортни Фортсон 18  | «Сибур Арена», Санкт-Петербург Зрителей: 2 900 Судьи: Якуб Замойски Семён Овинов Станислав Валеев |
| 15 февраля 2015 19:00 | Отчёт | Ди Джей Стивенс 11         | Подборы  | Джереми Шаппелл 10 | «Сибур Арена», Санкт-Петербург Зрителей: 2 900 Судьи: Якуб Замойски Семён Овинов Станислав Валеев |
| 15 февраля 2015 19:00 | Отчёт | Уолтер Ходж 11             | Передачи | Майка Даунс 4      | «Сибур Арена», Санкт-Петербург Зрителей: 2 900 Судьи: Якуб Замойски Семён Овинов Станислав Валеев |

| 15 февраля 2015 20:00 | Отчёт | ВЭФ                        | 75:82    | УНИКС              | «Арена Рига», Рига Зрителей: 600 Судьи: Томас Ясявичюс Дариуш Щерба Станислав Кучера |
| 15 февраля 2015 20:00 | Отчёт | 32:18, 13:20, 20:27, 10:17 |          |                    | «Арена Рига», Рига Зрителей: 600 Судьи: Томас Ясявичюс Дариуш Щерба Станислав Кучера |
| 15 февраля 2015 20:00 | Отчёт | Джеральд Робинсон 20       | Очки     | Дъор Фишер 18      | «Арена Рига», Рига Зрителей: 600 Судьи: Томас Ясявичюс Дариуш Щерба Станислав Кучера |
| 15 февраля 2015 20:00 | Отчёт | Марекс Мейерис 12          | Подборы  | Дъор Фишер 8       | «Арена Рига», Рига Зрителей: 600 Судьи: Томас Ясявичюс Дариуш Щерба Станислав Кучера |
| 15 февраля 2015 20:00 | Отчёт | Джеральд Робинсон 6        | Передачи | Кёртис Джерреллс 6 | «Арена Рига», Рига Зрителей: 600 Судьи: Томас Ясявичюс Дариуш Щерба Станислав Кучера |

| 16 февраля 2015 17:00 | Отчёт | Астана                    | 60:78    | ЦСКА              | Велотрек «Сарыарка», Астана Зрителей: 950 Судьи: Арнис Озолс Ааре Халлико Владислав Исаченко |
| 16 февраля 2015 17:00 | Отчёт | 14:19, 25:27, 15:14, 6:18 |          |                   | Велотрек «Сарыарка», Астана Зрителей: 950 Судьи: Арнис Озолс Ааре Халлико Владислав Исаченко |
| 16 февраля 2015 17:00 | Отчёт | Патрик Калатес 15         | Очки     | Александр Каун 12 | Велотрек «Сарыарка», Астана Зрителей: 950 Судьи: Арнис Озолс Ааре Халлико Владислав Исаченко |
| 16 февраля 2015 17:00 | Отчёт | Патрик Калатес 8          | Подборы  | Виталий Фридзон 7 | Велотрек «Сарыарка», Астана Зрителей: 950 Судьи: Арнис Озолс Ааре Халлико Владислав Исаченко |
| 16 февраля 2015 17:00 | Отчёт | Джерри Джонсон 6          | Передачи | Сонни Уимс 5      | Велотрек «Сарыарка», Астана Зрителей: 950 Судьи: Арнис Озолс Ааре Халлико Владислав Исаченко |

| 16 февраля 2015 20:00 | Отчёт | Нижний Новгород                  | 86:94 ОТ | Химки            | КРК «Нагорный», Нижний Новгород Зрителей: 1 200 Судьи: Антон Махлин Илья Путенко Евгений Ветров |
| 16 февраля 2015 20:00 | Отчёт | 20:19, 16:24, 24:19, 19:17, 7:15 |          |                  | КРК «Нагорный», Нижний Новгород Зрителей: 1 200 Судьи: Антон Махлин Илья Путенко Евгений Ветров |
| 16 февраля 2015 20:00 | Отчёт | Трей Томпкинс 28                 | Очки     | Тайрис Райс 25   | КРК «Нагорный», Нижний Новгород Зрителей: 1 200 Судьи: Антон Махлин Илья Путенко Евгений Ветров |
| 16 февраля 2015 20:00 | Отчёт | Артём Параховский 12             | Подборы  | Джеймс Огастин 9 | КРК «Нагорный», Нижний Новгород Зрителей: 1 200 Судьи: Антон Махлин Илья Путенко Евгений Ветров |
| 16 февраля 2015 20:00 | Отчёт | Тэйлор Рочести 9                 | Передачи | Тайрис Райс 7    | КРК «Нагорный», Нижний Новгород Зрителей: 1 200 Судьи: Антон Махлин Илья Путенко Евгений Ветров |

| 12 апреля 2015 16:00 | Отчёт | Красные крылья             | 64:96    | Локомотив-Кубань                     | Дворец спорта волгоградских профсоюзов, Волгоград Зрителей: 1 000 Судьи: Сергей Михайлов Игорь Деменков Юрий Зинкевич |
| 12 апреля 2015 16:00 | Отчёт | 17:18, 19:26, 16:33, 12:19 |          |                                      | Дворец спорта волгоградских профсоюзов, Волгоград Зрителей: 1 000 Судьи: Сергей Михайлов Игорь Деменков Юрий Зинкевич |
| 12 апреля 2015 16:00 | Отчёт | Дмитрий Артешин 17         | Очки     | Деррик Браун 18                      | Дворец спорта волгоградских профсоюзов, Волгоград Зрителей: 1 000 Судьи: Сергей Михайлов Игорь Деменков Юрий Зинкевич |
| 12 апреля 2015 16:00 | Отчёт | Евгений Фидий 8            | Подборы  | Никита Балашов, Крунослав Симон по 5 | Дворец спорта волгоградских профсоюзов, Волгоград Зрителей: 1 000 Судьи: Сергей Михайлов Игорь Деменков Юрий Зинкевич |
| 12 апреля 2015 16:00 | Отчёт | Антон Глазунов 5           | Передачи | Мальколм Дилэйни 6                   | Дворец спорта волгоградских профсоюзов, Волгоград Зрителей: 1 000 Судьи: Сергей Михайлов Игорь Деменков Юрий Зинкевич |

## 21 тур
| 21 февраля 2015 13:00 | Отчёт | Химки                      | 85:78    | Локомотив-Кубань   | Баскетбольный центр Московской области, Химки Зрителей: 2 000 Судьи: Томислав Вовк Урош Обркнезевич Оскарс Лучис |
| 21 февраля 2015 13:00 | Отчёт | 20:23, 21:16, 18:18, 26:21 |          |                    | Баскетбольный центр Московской области, Химки Зрителей: 2 000 Судьи: Томислав Вовк Урош Обркнезевич Оскарс Лучис |
| 21 февраля 2015 13:00 | Отчёт | Тайрис Райс 19             | Очки     | Энтони Рэндольф 23 | Баскетбольный центр Московской области, Химки Зрителей: 2 000 Судьи: Томислав Вовк Урош Обркнезевич Оскарс Лучис |
| 21 февраля 2015 13:00 | Отчёт | Джеймс Огастин 11          | Подборы  | Энтони Рэндольф 8  | Баскетбольный центр Московской области, Химки Зрителей: 2 000 Судьи: Томислав Вовк Урош Обркнезевич Оскарс Лучис |
| 21 февраля 2015 13:00 | Отчёт | Тайрис Райс 5              | Передачи | Малкольм Дилейни 5 | Баскетбольный центр Московской области, Химки Зрителей: 2 000 Судьи: Томислав Вовк Урош Обркнезевич Оскарс Лучис |

| 21 февраля 2015 15:10 | Отчёт | Енисей                     | 87:89    | Красный Октябрь    | Дворец спорта имени Ивана Ярыгина, Красноярск Зрителей: 1 300 Судьи: Семён Овинов Евгений Ветров Алексей Архипов |
| 21 февраля 2015 15:10 | Отчёт | 31:19, 28:22, 15:27, 13:21 |          |                    | Дворец спорта имени Ивана Ярыгина, Красноярск Зрителей: 1 300 Судьи: Семён Овинов Евгений Ветров Алексей Архипов |
| 21 февраля 2015 15:10 | Отчёт | Элмедин Киканович 16       | Очки     | Рэнди Калпеппер 33 | Дворец спорта имени Ивана Ярыгина, Красноярск Зрителей: 1 300 Судьи: Семён Овинов Евгений Ветров Алексей Архипов |
| 21 февраля 2015 15:10 | Отчёт | Сава Лешич 6               | Подборы  | 3 игрока по 5      | Дворец спорта имени Ивана Ярыгина, Красноярск Зрителей: 1 300 Судьи: Семён Овинов Евгений Ветров Алексей Архипов |
| 21 февраля 2015 15:10 | Отчёт | Донелл Купер 13            | Передачи | Дональд МакГрэт 8  | Дворец спорта имени Ивана Ярыгина, Красноярск Зрителей: 1 300 Судьи: Семён Овинов Евгений Ветров Алексей Архипов |

| 22 февраля 2015 12:00 | Отчёт | Астана                    | 93:72    | Калев            | Велотрек «Сарыарка», Астана Зрителей: 532 Судьи: Борис Шульга Алексей Давыдов Алексей Чудин |
| 22 февраля 2015 12:00 | Отчёт | 24:18, 17:25, 25:21, 27:8 |          |                  | Велотрек «Сарыарка», Астана Зрителей: 532 Судьи: Борис Шульга Алексей Давыдов Алексей Чудин |
| 22 февраля 2015 12:00 | Отчёт | Джерри Джонсон 30         | Очки     | Райн Вейдеман 18 | Велотрек «Сарыарка», Астана Зрителей: 532 Судьи: Борис Шульга Алексей Давыдов Алексей Чудин |
| 22 февраля 2015 12:00 | Отчёт | Ник Кэйнер-Медли 11       | Подборы  | Фрэнк Элегар 7   | Велотрек «Сарыарка», Астана Зрителей: 532 Судьи: Борис Шульга Алексей Давыдов Алексей Чудин |
| 22 февраля 2015 12:00 | Отчёт | Джерри Джонсон 9          | Передачи | Скотт Мачадо 5   | Велотрек «Сарыарка», Астана Зрителей: 532 Судьи: Борис Шульга Алексей Давыдов Алексей Чудин |

| 22 февраля 2015 17:00 | Отчёт | Красные крылья           | 41:85    | ЦСКА                  | «МТЛ Арена», Самара Зрителей: 2 350 Судьи: Урош Обркнезевич Антон Махлин Александр Романов |
| 22 февраля 2015 17:00 | Отчёт | 8:19, 13:25, 13:19, 7:22 |          |                       | «МТЛ Арена», Самара Зрителей: 2 350 Судьи: Урош Обркнезевич Антон Махлин Александр Романов |
| 22 февраля 2015 17:00 | Отчёт | Сергей Топоров 10        | Очки     | Виталий Фридзон 14    | «МТЛ Арена», Самара Зрителей: 2 350 Судьи: Урош Обркнезевич Антон Махлин Александр Романов |
| 22 февраля 2015 17:00 | Отчёт | Кервин Бристол 11        | Подборы  | Манучар Маркоишвили 7 | «МТЛ Арена», Самара Зрителей: 2 350 Судьи: Урош Обркнезевич Антон Махлин Александр Романов |
| 22 февраля 2015 17:00 | Отчёт | Виктор Заряжко 4         | Передачи | Милош Теодосич 7      | «МТЛ Арена», Самара Зрителей: 2 350 Судьи: Урош Обркнезевич Антон Махлин Александр Романов |

| 22 февраля 2015 17:30 | Отчёт | Нижний Новгород            | 80:84    | УНИКС           | КРК «Нагорный», Нижний Новгород Зрителей: 1 500 Судьи: Томислав Вовк Сергей Круг Сергей Беляков |
| 22 февраля 2015 17:30 | Отчёт | 18:30, 25:16, 16:22, 21:16 |          |                 | КРК «Нагорный», Нижний Новгород Зрителей: 1 500 Судьи: Томислав Вовк Сергей Круг Сергей Беляков |
| 22 февраля 2015 17:30 | Отчёт | Артём Параховский 16       | Очки     | Кит Лэнгфорд 24 | КРК «Нагорный», Нижний Новгород Зрителей: 1 500 Судьи: Томислав Вовк Сергей Круг Сергей Беляков |
| 22 февраля 2015 17:30 | Отчёт | Трэй Томпкинс 10           | Подборы  | Вадим Панин 9   | КРК «Нагорный», Нижний Новгород Зрителей: 1 500 Судьи: Томислав Вовк Сергей Круг Сергей Беляков |
| 22 февраля 2015 17:30 | Отчёт | Тэйлор Рочести 9           | Передачи | Кит Лэнгфорд 4  | КРК «Нагорный», Нижний Новгород Зрителей: 1 500 Судьи: Томислав Вовк Сергей Круг Сергей Беляков |

| 22 февраля 2015 18:00 | Отчёт | Нимбурк                             | 70:74    | Нилан Байзонс     | Спортивный центр Нимбурка, Нимбурк Зрителей: 820 Судьи: Олег Латышев Илья Путенко Милан Бржак |
| 22 февраля 2015 18:00 | Отчёт | 24:18, 16:24, 12:13, 18:19          |          |                   | Спортивный центр Нимбурка, Нимбурк Зрителей: 820 Судьи: Олег Латышев Илья Путенко Милан Бржак |
| 22 февраля 2015 18:00 | Отчёт | Дариус Вашингтон 23                 | Очки     | Трэвис Нельсон 14 | Спортивный центр Нимбурка, Нимбурк Зрителей: 820 Судьи: Олег Латышев Илья Путенко Милан Бржак |
| 22 февраля 2015 18:00 | Отчёт | Кристиан Бернс 11                   | Подборы  | Айан Хаммер 12    | Спортивный центр Нимбурка, Нимбурк Зрителей: 820 Судьи: Олег Латышев Илья Путенко Милан Бржак |
| 22 февраля 2015 18:00 | Отчёт | Дерек Рейвио, Дариус Вашингтон по 4 | Передачи | 3 игрока по 4     | Спортивный центр Нимбурка, Нимбурк Зрителей: 820 Судьи: Олег Латышев Илья Путенко Милан Бржак |

| 15 апреля 2015 19:30 | Отчёт | ВЭФ                        | 100:82   | Автодор           | «Арена Рига», Рига Зрителей: 370 Судьи: Апостолос Калпакас Сергей Защук Гинтарас Виткаускас |
| 15 апреля 2015 19:30 | Отчёт | 21:28, 31:16, 27:19, 21:19 |          |                   | «Арена Рига», Рига Зрителей: 370 Судьи: Апостолос Калпакас Сергей Защук Гинтарас Виткаускас |
| 15 апреля 2015 19:30 | Отчёт | Янис Тимма 26              | Очки     | Кирилл Фесенко 18 | «Арена Рига», Рига Зрителей: 370 Судьи: Апостолос Калпакас Сергей Защук Гинтарас Виткаускас |
| 15 апреля 2015 19:30 | Отчёт | Марекс Мейерис 9           | Подборы  | Кирилл Фесенко 6  | «Арена Рига», Рига Зрителей: 370 Судьи: Апостолос Калпакас Сергей Защук Гинтарас Виткаускас |
| 15 апреля 2015 19:30 | Отчёт | Си Джей Харрис 6           | Передачи | Алексей Голяхов 6 | «Арена Рига», Рига Зрителей: 370 Судьи: Апостолос Калпакас Сергей Защук Гинтарас Виткаускас |

| 15 апреля 2015 20:00 | Отчёт | Зенит                      | 85:78    | Цмоки-Минск            | «Сибур Арена», Санкт-Петербург Зрителей: 1 900 Судьи: Юрис Кокаинис Йоханнес Сарекоски Март Уехендрик |
| 15 апреля 2015 20:00 | Отчёт | 26:19, 20:21, 12:13, 27:25 |          |                        | «Сибур Арена», Санкт-Петербург Зрителей: 1 900 Судьи: Юрис Кокаинис Йоханнес Сарекоски Март Уехендрик |
| 15 апреля 2015 20:00 | Отчёт | Кайл Лэндри 20             | Очки     | Александр Кудрявцев 18 | «Сибур Арена», Санкт-Петербург Зрителей: 1 900 Судьи: Юрис Кокаинис Йоханнес Сарекоски Март Уехендрик |
| 15 апреля 2015 20:00 | Отчёт | Кайл Лэндри 10             | Подборы  | Иван Мараш 12          | «Сибур Арена», Санкт-Петербург Зрителей: 1 900 Судьи: Юрис Кокаинис Йоханнес Сарекоски Март Уехендрик |
| 15 апреля 2015 20:00 | Отчёт | Уолтер Ходж 4              | Передачи | Джастин Грэй 8         | «Сибур Арена», Санкт-Петербург Зрителей: 1 900 Судьи: Юрис Кокаинис Йоханнес Сарекоски Март Уехендрик |

## 22 тур
| 28 февраля 2015 14:00 | Отчёт | Калев                      | 65:84    | Зенит                            | «Таллин Арена», Таллин Зрителей: 950 Судьи: Юргис Лауринавичюс Вацлав Лукеш Йоханнес Сарекоски |
| 28 февраля 2015 14:00 | Отчёт | 12:17, 10:25, 20:19, 23:23 |          |                                  | «Таллин Арена», Таллин Зрителей: 950 Судьи: Юргис Лауринавичюс Вацлав Лукеш Йоханнес Сарекоски |
| 28 февраля 2015 14:00 | Отчёт | Алексей Печёров 18         | Очки     | Камерон Джонс, Уолтер Ходж по 18 | «Таллин Арена», Таллин Зрителей: 950 Судьи: Юргис Лауринавичюс Вацлав Лукеш Йоханнес Сарекоски |
| 28 февраля 2015 14:00 | Отчёт | Алексей Печёров 8          | Подборы  | Евгений Валиев, Кайл Лэндри по 8 | «Таллин Арена», Таллин Зрителей: 950 Судьи: Юргис Лауринавичюс Вацлав Лукеш Йоханнес Сарекоски |
| 28 февраля 2015 14:00 | Отчёт | Скотт Мачадо 8             | Передачи | Уолтер Ходж 7                    | «Таллин Арена», Таллин Зрителей: 950 Судьи: Юргис Лауринавичюс Вацлав Лукеш Йоханнес Сарекоски |

| 28 февраля 2015 14:00 | Отчёт | УНИКС                    | 83:56    | Красные крылья  | «Баскет-холл», Казань Зрителей: 1 500 Судьи: Илья Путенко Игорь Деменков Юрий Зинкевич |
| 28 февраля 2015 14:00 | Отчёт | 19:17, 18:16, 18:7, 28:6 |          |                 | «Баскет-холл», Казань Зрителей: 1 500 Судьи: Илья Путенко Игорь Деменков Юрий Зинкевич |
| 28 февраля 2015 14:00 | Отчёт | Кёртис Джерреллс 19      | Очки     | Антон Пушков 13 | «Баскет-холл», Казань Зрителей: 1 500 Судьи: Илья Путенко Игорь Деменков Юрий Зинкевич |
| 28 февраля 2015 14:00 | Отчёт | Павел Антипов 9          | Подборы  | Максим Пылаев 7 | «Баскет-холл», Казань Зрителей: 1 500 Судьи: Илья Путенко Игорь Деменков Юрий Зинкевич |
| 28 февраля 2015 14:00 | Отчёт | Кёртис Джерреллс 6       | Передачи | Максим Пылаев 5 | «Баскет-холл», Казань Зрителей: 1 500 Судьи: Илья Путенко Игорь Деменков Юрий Зинкевич |

| 28 февраля 2015 20:00 | Отчёт | Нилан Байзонс              | 84:87    | Химки            | «Энергия Арена», Лоймаа Зрителей: 2 038 Судьи: Томислав Хордов Юрис Кокаинис Александр Сирица |
| 28 февраля 2015 20:00 | Отчёт | 19:25, 18:21, 26:20, 21:21 |          |                  | «Энергия Арена», Лоймаа Зрителей: 2 038 Судьи: Томислав Хордов Юрис Кокаинис Александр Сирица |
| 28 февраля 2015 20:00 | Отчёт | Энтони Хиллиард 22         | Очки     | Тайрис Райс 21   | «Энергия Арена», Лоймаа Зрителей: 2 038 Судьи: Томислав Хордов Юрис Кокаинис Александр Сирица |
| 28 февраля 2015 20:00 | Отчёт | Айан Хаммер 10             | Подборы  | Джеймс Огастин 7 | «Энергия Арена», Лоймаа Зрителей: 2 038 Судьи: Томислав Хордов Юрис Кокаинис Александр Сирица |
| 28 февраля 2015 20:00 | Отчёт | Энтони Хиллиард 6          | Передачи | Егор Вяльцев 6   | «Энергия Арена», Лоймаа Зрителей: 2 038 Судьи: Томислав Хордов Юрис Кокаинис Александр Сирица |

| 1 марта 2015 13:00 | Отчёт | Локомотив-Кубань          | 88:82    | Нижний Новгород   | «Баскет-холл», Краснодар Зрителей: 3 799 Судьи: Антон Махлин Семен Овинов Евгений Ветров |
| 1 марта 2015 13:00 | Отчёт | 23:18, 20:9, 22:27, 23:28 |          |                   | «Баскет-холл», Краснодар Зрителей: 3 799 Судьи: Антон Махлин Семен Овинов Евгений Ветров |
| 1 марта 2015 13:00 | Отчёт | Крунослав Симон 20        | Очки     | Трэй Томпкинс 24  | «Баскет-холл», Краснодар Зрителей: 3 799 Судьи: Антон Махлин Семен Овинов Евгений Ветров |
| 1 марта 2015 13:00 | Отчёт | Энтони Рэндольф 7         | Подборы  | Семён Антонов 8   | «Баскет-холл», Краснодар Зрителей: 3 799 Судьи: Антон Махлин Семен Овинов Евгений Ветров |
| 1 марта 2015 13:00 | Отчёт | Никита Курбанов 6         | Передачи | Дмитрий Хвостов 7 | «Баскет-холл», Краснодар Зрителей: 3 799 Судьи: Антон Махлин Семен Овинов Евгений Ветров |

| 1 марта 2015 16:00 | Отчёт | Красный Октябрь                       | 82:76    | Нимбурк                            | Дворец спорта волгоградских профсоюзов, Волгоград Зрителей: 2 846 Судьи: Якуб Замойски Арнис Озолс Андрей Шарапа |
| 1 марта 2015 16:00 | Отчёт | 15:20, 22:19, 17:17, 28:20            |          |                                    | Дворец спорта волгоградских профсоюзов, Волгоград Зрителей: 2 846 Судьи: Якуб Замойски Арнис Озолс Андрей Шарапа |
| 1 марта 2015 16:00 | Отчёт | Рэнди Калпеппер 26                    | Очки     | Дерек Рейвио, Кристиан Бёрнс по 15 | Дворец спорта волгоградских профсоюзов, Волгоград Зрителей: 2 846 Судьи: Якуб Замойски Арнис Озолс Андрей Шарапа |
| 1 марта 2015 16:00 | Отчёт | Катберт Виктор 8                      | Подборы  | Кристиан Бёрнс 9                   | Дворец спорта волгоградских профсоюзов, Волгоград Зрителей: 2 846 Судьи: Якуб Замойски Арнис Озолс Андрей Шарапа |
| 1 марта 2015 16:00 | Отчёт | Дональд Макгрэт, Рэнди Калпеппер по 4 | Передачи | Дариус Вашингтон 7                 | Дворец спорта волгоградских профсоюзов, Волгоград Зрителей: 2 846 Судьи: Якуб Замойски Арнис Озолс Андрей Шарапа |

| 1 марта 2015 17:00 | Отчёт | Цмоки-Минск                | 84:91    | Енисей               | «Минск-Арена», Минск Зрителей: 1 600 Судьи: Роберт Виклицкий Ааре Халлико Роман Пономаренко |
| 1 марта 2015 17:00 | Отчёт | 15:19, 13:23, 29:21, 27:28 |          |                      | «Минск-Арена», Минск Зрителей: 1 600 Судьи: Роберт Виклицкий Ааре Халлико Роман Пономаренко |
| 1 марта 2015 17:00 | Отчёт | Иван Мараш 28              | Очки     | Элмедин Киканович 22 | «Минск-Арена», Минск Зрителей: 1 600 Судьи: Роберт Виклицкий Ааре Халлико Роман Пономаренко |
| 1 марта 2015 17:00 | Отчёт | 3 игрока по 5              | Подборы  | Сава Лешич 8         | «Минск-Арена», Минск Зрителей: 1 600 Судьи: Роберт Виклицкий Ааре Халлико Роман Пономаренко |
| 1 марта 2015 17:00 | Отчёт | Бранко Миркович 5          | Передачи | Донелл Купер 16      | «Минск-Арена», Минск Зрителей: 1 600 Судьи: Роберт Виклицкий Ааре Халлико Роман Пономаренко |

| 1 марта 2015 17:00 | Отчёт | ЦСКА                           | 107:78   | ВЭФ                 | УСК ЦСКА, Москва Зрителей: 2 051 Судьи: Синиша Эрцег Петр Пастусяк Евгений Михеев |
| 1 марта 2015 17:00 | Отчёт | 25:19, 21:20, 34:19, 27:20     |          |                     | УСК ЦСКА, Москва Зрителей: 2 051 Судьи: Синиша Эрцег Петр Пастусяк Евгений Михеев |
| 1 марта 2015 17:00 | Отчёт | Александр Каун 18              | Очки     | Роберт Лоури 24     | УСК ЦСКА, Москва Зрителей: 2 051 Судьи: Синиша Эрцег Петр Пастусяк Евгений Михеев |
| 1 марта 2015 17:00 | Отчёт | Андрей Воронцевич 6            | Подборы  | Артурс Стрелниекс 6 | УСК ЦСКА, Москва Зрителей: 2 051 Судьи: Синиша Эрцег Петр Пастусяк Евгений Михеев |
| 1 марта 2015 17:00 | Отчёт | Нандо Де Коло, Сонни Уимс по 7 | Передачи | Роберт Лоури 6      | УСК ЦСКА, Москва Зрителей: 2 051 Судьи: Синиша Эрцег Петр Пастусяк Евгений Михеев |

| 1 марта 2015 17:00 | Отчёт | Автодор                    | 83:94    | Астана            | ЛДС «Кристалл», Саратов Зрителей: 3 500 Судьи: Олег Латышев Петри Мантюля Пётр Ивашков |
| 1 марта 2015 17:00 | Отчёт | 16:27, 16:29, 29:21, 22:17 |          |                   | ЛДС «Кристалл», Саратов Зрителей: 3 500 Судьи: Олег Латышев Петри Мантюля Пётр Ивашков |
| 1 марта 2015 17:00 | Отчёт | Кирилл Фесенко 21          | Очки     | Джерри Джонсон 22 | ЛДС «Кристалл», Саратов Зрителей: 3 500 Судьи: Олег Латышев Петри Мантюля Пётр Ивашков |
| 1 марта 2015 17:00 | Отчёт | Кирилл Фесенко 10          | Подборы  | Патрик Калатес 9  | ЛДС «Кристалл», Саратов Зрителей: 3 500 Судьи: Олег Латышев Петри Мантюля Пётр Ивашков |
| 1 марта 2015 17:00 | Отчёт | Кортни Фортсон 13          | Передачи | Джерри Джонсон 8  | ЛДС «Кристалл», Саратов Зрителей: 3 500 Судьи: Олег Латышев Петри Мантюля Пётр Ивашков |

## 23 тур
| 4 марта 2015 20:00 | Отчёт | Цмоки-Минск                        | 99:119   | Автодор           | «Минск-Арена», Минск Зрителей: 800 Судьи: Борис Шульга Юрис Кокаинис Миндаугас Вецерскис |
| 4 марта 2015 20:00 | Отчёт | 27:29, 25:27, 23:29, 24:34         |          |                   | «Минск-Арена», Минск Зрителей: 800 Судьи: Борис Шульга Юрис Кокаинис Миндаугас Вецерскис |
| 4 марта 2015 20:00 | Отчёт | Александр Кудрявцев 18             | Очки     | Кортни Фортсон 28 | «Минск-Арена», Минск Зрителей: 800 Судьи: Борис Шульга Юрис Кокаинис Миндаугас Вецерскис |
| 4 марта 2015 20:00 | Отчёт | Виталий Лютыч 6                    | Подборы  | Майка Даунс 8     | «Минск-Арена», Минск Зрителей: 800 Судьи: Борис Шульга Юрис Кокаинис Миндаугас Вецерскис |
| 4 марта 2015 20:00 | Отчёт | Бранко Миркович, Джастин Грэй по 5 | Передачи | Кортни Фортсон 17 | «Минск-Арена», Минск Зрителей: 800 Судьи: Борис Шульга Юрис Кокаинис Миндаугас Вецерскис |

| 7 марта 2015 17:00 | Отчёт | Локомотив-Кубань                    | 98:81    | Енисей               | «Баскет-холл», Краснодар Зрителей: 2 113 Судьи: Сергей Круг Танел Суслов Евгений Островский |
| 7 марта 2015 17:00 | Отчёт | 18:24, 21:19, 23:21, 36:17          |          |                      | «Баскет-холл», Краснодар Зрителей: 2 113 Судьи: Сергей Круг Танел Суслов Евгений Островский |
| 7 марта 2015 17:00 | Отчёт | Энтони Рэндольф, Деррик Браун по 16 | Очки     | Элмедин Киканович 23 | «Баскет-холл», Краснодар Зрителей: 2 113 Судьи: Сергей Круг Танел Суслов Евгений Островский |
| 7 марта 2015 17:00 | Отчёт | Энтони Рэндольф 8                   | Подборы  | Элмедин Киканович 5  | «Баскет-холл», Краснодар Зрителей: 2 113 Судьи: Сергей Круг Танел Суслов Евгений Островский |
| 7 марта 2015 17:00 | Отчёт | Малькольм Дилейни 6                 | Передачи | Донелл Купер 7       | «Баскет-холл», Краснодар Зрителей: 2 113 Судьи: Сергей Круг Танел Суслов Евгений Островский |

| 8 марта 2015 12:00 | Отчёт | Астана                     | 72:79    | Нижний Новгород      | СК «Жастар», Караганда Зрителей: 980 Судьи: Сергей Защук Александр Сирица Андрей Шарапа |
| 8 марта 2015 12:00 | Отчёт | 20:23, 26:17, 10:18, 16:21 |          |                      | СК «Жастар», Караганда Зрителей: 980 Судьи: Сергей Защук Александр Сирица Андрей Шарапа |
| 8 марта 2015 12:00 | Отчёт | Рашид Махалбашич 15        | Очки     | Галь Мекель 18       | СК «Жастар», Караганда Зрителей: 980 Судьи: Сергей Защук Александр Сирица Андрей Шарапа |
| 8 марта 2015 12:00 | Отчёт | Патрик Калатес 7           | Подборы  | Артём Параховский 10 | СК «Жастар», Караганда Зрителей: 980 Судьи: Сергей Защук Александр Сирица Андрей Шарапа |
| 8 марта 2015 12:00 | Отчёт | 3 игрока по 4              | Передачи | Дмитрий Хвостов 7    | СК «Жастар», Караганда Зрителей: 980 Судьи: Сергей Защук Александр Сирица Андрей Шарапа |

| 8 марта 2015 13:00 | Отчёт | Зенит                           | 65:63    | Химки                             | «Сибур Арена», Санкт-Петербург Зрителей: 3 150 Судьи: Илия Белошевич Олег Латышев Семён Овинов |
| 8 марта 2015 13:00 | Отчёт | 11:9, 22:19, 16:12, 16:23       |          |                                   | «Сибур Арена», Санкт-Петербург Зрителей: 3 150 Судьи: Илия Белошевич Олег Латышев Семён Овинов |
| 8 марта 2015 13:00 | Отчёт | Кайл Лэндри 20                  | Очки     | Петтери Копонен 21                | «Сибур Арена», Санкт-Петербург Зрителей: 3 150 Судьи: Илия Белошевич Олег Латышев Семён Овинов |
| 8 марта 2015 13:00 | Отчёт | Кайл Лэндри 9                   | Подборы  | Джеймс Огастин, Егор Вяльцев по 9 | «Сибур Арена», Санкт-Петербург Зрителей: 3 150 Судьи: Илия Белошевич Олег Латышев Семён Овинов |
| 8 марта 2015 13:00 | Отчёт | Камерон Джонс, Уолтер Ходж по 3 | Передачи | Тайрис Райс 6                     | «Сибур Арена», Санкт-Петербург Зрителей: 3 150 Судьи: Илия Белошевич Олег Латышев Семён Овинов |

| 8 марта 2015 14:45 | Отчёт | Красные крылья            | 46:87    | ВЭФ                  | «МТЛ Арена», Самара Зрителей: 1 100 Судьи: Якуб Замойски Петри Мянтюля Милан Бржак |
| 8 марта 2015 14:45 | Отчёт | 9:19, 14:24, 11:19, 12:25 |          |                      | «МТЛ Арена», Самара Зрителей: 1 100 Судьи: Якуб Замойски Петри Мянтюля Милан Бржак |
| 8 марта 2015 14:45 | Отчёт | Евгений Фидий 10          | Очки     | Янис Тимма 19        | «МТЛ Арена», Самара Зрителей: 1 100 Судьи: Якуб Замойски Петри Мянтюля Милан Бржак |
| 8 марта 2015 14:45 | Отчёт | Каспарс Берзиньш 10       | Подборы  | Артурс Стрелниекс 11 | «МТЛ Арена», Самара Зрителей: 1 100 Судьи: Якуб Замойски Петри Мянтюля Милан Бржак |
| 8 марта 2015 14:45 | Отчёт | Антон Глазунов 4          | Передачи | Ингус Яковичс 4      | «МТЛ Арена», Самара Зрителей: 1 100 Судьи: Якуб Замойски Петри Мянтюля Милан Бржак |

| 8 марта 2015 18:00 | Отчёт | Калев                            | 85:79 ОТ | Нилан Байзонс                           | «Саку Суурхалль», Таллин Зрителей: 1 500 Судьи: Саша Марчич Арнис Озолс Алексей Чудин |
| 8 марта 2015 18:00 | Отчёт | 18:18, 23:20, 15:20, 14:12, 15:9 |          |                                         | «Саку Суурхалль», Таллин Зрителей: 1 500 Судьи: Саша Марчич Арнис Озолс Алексей Чудин |
| 8 марта 2015 18:00 | Отчёт | Алексей Печеров 21               | Очки     | Трэвис Нельсон 21                       | «Саку Суурхалль», Таллин Зрителей: 1 500 Судьи: Саша Марчич Арнис Озолс Алексей Чудин |
| 8 марта 2015 18:00 | Отчёт | Кит Бенсон 13                    | Подборы  | Энтони Хиллиард, Туукка Котти по 12     | «Саку Суурхалль», Таллин Зрителей: 1 500 Судьи: Саша Марчич Арнис Озолс Алексей Чудин |
| 8 марта 2015 18:00 | Отчёт | Скотт Мачадо 11                  | Передачи | Антто Никкаринен, Вилле Мякяляйнен по 4 | «Саку Суурхалль», Таллин Зрителей: 1 500 Судьи: Саша Марчич Арнис Озолс Алексей Чудин |

| 8 марта 2015 18:00 | Отчёт | УНИКС                      | 76:62    | Нимбурк            | «Баскет-холл», Казань Зрителей: 2 500 Судьи: Ааре Халлико Дариуш Щерба Юрий Игнатьев |
| 8 марта 2015 18:00 | Отчёт | 22:15, 19:17, 22:17, 13:13 |          |                    | «Баскет-холл», Казань Зрителей: 2 500 Судьи: Ааре Халлико Дариуш Щерба Юрий Игнатьев |
| 8 марта 2015 18:00 | Отчёт | Костас Каймакоглу 15       | Очки     | Геррет Штуц 16     | «Баскет-холл», Казань Зрителей: 2 500 Судьи: Ааре Халлико Дариуш Щерба Юрий Игнатьев |
| 8 марта 2015 18:00 | Отчёт | Костас Каймакоглу 7        | Подборы  | Геррет Штуц 6      | «Баскет-холл», Казань Зрителей: 2 500 Судьи: Ааре Халлико Дариуш Щерба Юрий Игнатьев |
| 8 марта 2015 18:00 | Отчёт | 3 игрока по 3              | Передачи | Дариус Вашингтон 8 | «Баскет-холл», Казань Зрителей: 2 500 Судьи: Ааре Халлико Дариуш Щерба Юрий Игнатьев |

| 9 марта 2015 17:00 | Отчёт | Красный Октябрь            | 88:101   | ЦСКА                            | Дворец спорта волгоградских профсоюзов, Волгоград Зрителей: 3 700 Судьи: Антон Махлин Илья Путенко Евгений Ветров |
| 9 марта 2015 17:00 | Отчёт | 27:21, 24:32, 23:27, 14:21 |          |                                 | Дворец спорта волгоградских профсоюзов, Волгоград Зрителей: 3 700 Судьи: Антон Махлин Илья Путенко Евгений Ветров |
| 9 марта 2015 17:00 | Отчёт | Рэнди Калпеппер 29         | Очки     | Нандо Де Коло 33                | Дворец спорта волгоградских профсоюзов, Волгоград Зрителей: 3 700 Судьи: Антон Махлин Илья Путенко Евгений Ветров |
| 9 марта 2015 17:00 | Отчёт | Катберт Виктор 7           | Подборы  | Павел Коробков, Сонни Уимс по 8 | Дворец спорта волгоградских профсоюзов, Волгоград Зрителей: 3 700 Судьи: Антон Махлин Илья Путенко Евгений Ветров |
| 9 марта 2015 17:00 | Отчёт | Уилли Дин 10               | Передачи | Милош Теодосич, Сонни Уимс по 8 | Дворец спорта волгоградских профсоюзов, Волгоград Зрителей: 3 700 Судьи: Антон Махлин Илья Путенко Евгений Ветров |

## 24 тур
| 14 марта 2015 12:00 | Отчёт | Астана                     | 87:67    | УНИКС                     | СК «Жастар», Караганда Зрителей: 350 Судьи: Борис Шульга Ингус Бауманис Петр Ивашков |
| 14 марта 2015 12:00 | Отчёт | 20:21, 14:20, 22:16, 31:10 |          |                           | СК «Жастар», Караганда Зрителей: 350 Судьи: Борис Шульга Ингус Бауманис Петр Ивашков |
| 14 марта 2015 12:00 | Отчёт | Ник Кэйнер-Медли 17        | Очки     | Кит Лэнгфорд 24           | СК «Жастар», Караганда Зрителей: 350 Судьи: Борис Шульга Ингус Бауманис Петр Ивашков |
| 14 марта 2015 12:00 | Отчёт | Патрик Калатес 12          | Подборы  | Константинос Каймакоглу 9 | СК «Жастар», Караганда Зрителей: 350 Судьи: Борис Шульга Ингус Бауманис Петр Ивашков |
| 14 марта 2015 12:00 | Отчёт | Джерри Джонсон 8           | Передачи | Сергей Быков 9            | СК «Жастар», Караганда Зрителей: 350 Судьи: Борис Шульга Ингус Бауманис Петр Ивашков |

| 14 марта 2015 17:00 | Отчёт | Локомотив-Кубань           | 84:89    | ВЭФ            | «Баскет-холл», Краснодар Зрителей: 2 750 Судьи: Милия Воинович Петр Пастусяк Александр Сирица |
| 14 марта 2015 17:00 | Отчёт | 14:21, 24:16, 19:17, 27:35 |          |                | «Баскет-холл», Краснодар Зрителей: 2 750 Судьи: Милия Воинович Петр Пастусяк Александр Сирица |
| 14 марта 2015 17:00 | Отчёт | Крунослав Симон 19         | Очки     | Янис Тимма 19  | «Баскет-холл», Краснодар Зрителей: 2 750 Судьи: Милия Воинович Петр Пастусяк Александр Сирица |
| 14 марта 2015 17:00 | Отчёт | Ричард Хендрикс 7          | Подборы  | Роберт Лоури 6 | «Баскет-холл», Краснодар Зрителей: 2 750 Судьи: Милия Воинович Петр Пастусяк Александр Сирица |
| 14 марта 2015 17:00 | Отчёт | Крунослав Симон 8          | Передачи | Янис Тимма 7   | «Баскет-холл», Краснодар Зрителей: 2 750 Судьи: Милия Воинович Петр Пастусяк Александр Сирица |

| 14 марта 2015 19:30 | Отчёт | Химки                     | 95:54    | Красные крылья                        | Баскетбольный центр Московской области, Химки Зрителей: 1 500 Судьи: Сергей Михайлов Алексей Давыдов Игорь Деменков |
| 14 марта 2015 19:30 | Отчёт | 28:8, 22:21, 22:14, 23:11 |          |                                       | Баскетбольный центр Московской области, Химки Зрителей: 1 500 Судьи: Сергей Михайлов Алексей Давыдов Игорь Деменков |
| 14 марта 2015 19:30 | Отчёт | Тайлер Ханикатт 15        | Очки     | Антон Глазунов, Дмитрий Артешин по 12 | Баскетбольный центр Московской области, Химки Зрителей: 1 500 Судьи: Сергей Михайлов Алексей Давыдов Игорь Деменков |
| 14 марта 2015 19:30 | Отчёт | Тайлер Ханикатт 14        | Подборы  | Виктор Заряжко, Каспарс Берзиньш по 6 | Баскетбольный центр Московской области, Химки Зрителей: 1 500 Судьи: Сергей Михайлов Алексей Давыдов Игорь Деменков |
| 14 марта 2015 19:30 | Отчёт | Егор Вяльцев 7            | Передачи | Антон Глазунов 4                      | Баскетбольный центр Московской области, Химки Зрителей: 1 500 Судьи: Сергей Михайлов Алексей Давыдов Игорь Деменков |

| 15 марта 2015 17:00 | Отчёт | Нилан Байзонс              | 75:80    | Нижний Новгород      | Дворец спорта Лоймаа, Лоймаа Зрителей: 566 Судьи: Борис Рыжик Роберт Виклицкий Ааре Халлико |
| 15 марта 2015 17:00 | Отчёт | 18:20, 17:21, 24:15, 16:24 |          |                      | Дворец спорта Лоймаа, Лоймаа Зрителей: 566 Судьи: Борис Рыжик Роберт Виклицкий Ааре Халлико |
| 15 марта 2015 17:00 | Отчёт | Энтони Хиллиард 22         | Очки     | Трэй Томпкинс 22     | Дворец спорта Лоймаа, Лоймаа Зрителей: 566 Судьи: Борис Рыжик Роберт Виклицкий Ааре Халлико |
| 15 марта 2015 17:00 | Отчёт | Туукка Котти 11            | Подборы  | Артем Параховский 14 | Дворец спорта Лоймаа, Лоймаа Зрителей: 566 Судьи: Борис Рыжик Роберт Виклицкий Ааре Халлико |
| 15 марта 2015 17:00 | Отчёт | Антто Никкаринен 6         | Передачи | Тейлор Рочести 9     | Дворец спорта Лоймаа, Лоймаа Зрителей: 566 Судьи: Борис Рыжик Роберт Виклицкий Ааре Халлико |

| 15 марта 2015 18:00 | Отчёт | Нимбурк                    | 73:92    | Калев           | Дворец спорта, Нимбурк Зрителей: 530 Судьи: Марцин Ковальский Сергей Круг Сергей Беляков |
| 15 марта 2015 18:00 | Отчёт | 14:23, 20:37, 14:17, 25:15 |          |                 | Дворец спорта, Нимбурк Зрителей: 530 Судьи: Марцин Ковальский Сергей Круг Сергей Беляков |
| 15 марта 2015 18:00 | Отчёт | Геррет Штуц 14             | Очки     | Грегор Арбет 24 | Дворец спорта, Нимбурк Зрителей: 530 Судьи: Марцин Ковальский Сергей Круг Сергей Беляков |
| 15 марта 2015 18:00 | Отчёт | Геррет Штуц 9              | Подборы  | Кит Бенсон 7    | Дворец спорта, Нимбурк Зрителей: 530 Судьи: Марцин Ковальский Сергей Круг Сергей Беляков |
| 15 марта 2015 18:00 | Отчёт | Матей Свобода 6            | Передачи | Скотт Мачадо 12 | Дворец спорта, Нимбурк Зрителей: 530 Судьи: Марцин Ковальский Сергей Круг Сергей Беляков |

| 15 марта 2015 19:00 | Отчёт | ЦСКА                                 | 102:86   | Зенит                            | Универсальный спортивный комплекс ЦСКА, Москва Зрителей: 2 000 Судьи: Милия Воинович Борис Шульга Александр Романов |
| 15 марта 2015 19:00 | Отчёт | 24:19, 23:16, 26:24, 29:27           |          |                                  | Универсальный спортивный комплекс ЦСКА, Москва Зрителей: 2 000 Судьи: Милия Воинович Борис Шульга Александр Романов |
| 15 марта 2015 19:00 | Отчёт | Павел Коробков, Александр Каун по 18 | Очки     | Камерон Джонс 26                 | Универсальный спортивный комплекс ЦСКА, Москва Зрителей: 2 000 Судьи: Милия Воинович Борис Шульга Александр Романов |
| 15 марта 2015 19:00 | Отчёт | Виктор Хряпа 7                       | Подборы  | Евгений Валиев 5                 | Универсальный спортивный комплекс ЦСКА, Москва Зрителей: 2 000 Судьи: Милия Воинович Борис Шульга Александр Романов |
| 15 марта 2015 19:00 | Отчёт | 3 игрока по 5                        | Передачи | Камерон Джонс, Артем Вихров по 5 | Универсальный спортивный комплекс ЦСКА, Москва Зрителей: 2 000 Судьи: Милия Воинович Борис Шульга Александр Романов |

| 17 марта 2015 19:00 | Отчёт | Цмоки-Минск                | 89:84    | Красный Октябрь    | «Минск-арена», Минск Зрителей: 500 Судьи: Якуб Замойски Оскарс Лучис Виллюс Мачюлайтис |
| 17 марта 2015 19:00 | Отчёт | 23:15, 25:18, 24:19, 17:32 |          |                    | «Минск-арена», Минск Зрителей: 500 Судьи: Якуб Замойски Оскарс Лучис Виллюс Мачюлайтис |
| 17 марта 2015 19:00 | Отчёт | Рашон Фримен 22            | Очки     | Уилли Дин 35       | «Минск-арена», Минск Зрителей: 500 Судьи: Якуб Замойски Оскарс Лучис Виллюс Мачюлайтис |
| 17 марта 2015 19:00 | Отчёт | Иван Мараш 14              | Подборы  | Ламонт Хэмилтон 13 | «Минск-арена», Минск Зрителей: 500 Судьи: Якуб Замойски Оскарс Лучис Виллюс Мачюлайтис |
| 17 марта 2015 19:00 | Отчёт | Бранко Миркович 6          | Передачи | Уилли Дин 4        | «Минск-арена», Минск Зрителей: 500 Судьи: Якуб Замойски Оскарс Лучис Виллюс Мачюлайтис |

| 8 апреля 2015 19:00 | Отчёт | Автодор                    | 98:97    | Енисей               | ДС «Кристалл», Саратов Зрителей: 4 000 Судьи: Илья Путенко Алексей Давыдов Игорь Деменков |
| 8 апреля 2015 19:00 | Отчёт | 25:23, 21:27, 26:29, 26:18 |          |                      | ДС «Кристалл», Саратов Зрителей: 4 000 Судьи: Илья Путенко Алексей Давыдов Игорь Деменков |
| 8 апреля 2015 19:00 | Отчёт | Кортни Фортсон 21          | Очки     | Элмедин Киканович 33 | ДС «Кристалл», Саратов Зрителей: 4 000 Судьи: Илья Путенко Алексей Давыдов Игорь Деменков |
| 8 апреля 2015 19:00 | Отчёт | Джереми Шаппелл 9          | Подборы  | Донелл Купер 8       | ДС «Кристалл», Саратов Зрителей: 4 000 Судьи: Илья Путенко Алексей Давыдов Игорь Деменков |
| 8 апреля 2015 19:00 | Отчёт | Кортни Фортсон 6           | Передачи | Донелл Купер 11      | ДС «Кристалл», Саратов Зрителей: 4 000 Судьи: Илья Путенко Алексей Давыдов Игорь Деменков |

## 25 тур
| 21 марта 2015 17:00 | Отчёт | Локомотив-Кубань           | 105:79   | Астана              | «Баскет-холл», Краснодар Зрителей: 2 701 Судьи: Роберт Виклицкий Ааре Халлико Йоханнес Сарекоски |
| 21 марта 2015 17:00 | Отчёт | 27:14, 27:15, 26:27, 25:23 |          |                     | «Баскет-холл», Краснодар Зрителей: 2 701 Судьи: Роберт Виклицкий Ааре Халлико Йоханнес Сарекоски |
| 21 марта 2015 17:00 | Отчёт | Андрей Зубков 18           | Очки     | Рашид Махалбашич 19 | «Баскет-холл», Краснодар Зрителей: 2 701 Судьи: Роберт Виклицкий Ааре Халлико Йоханнес Сарекоски |
| 21 марта 2015 17:00 | Отчёт | Алексей Жуканенко 7        | Подборы  | Патрик Калатес 6    | «Баскет-холл», Краснодар Зрителей: 2 701 Судьи: Роберт Виклицкий Ааре Халлико Йоханнес Сарекоски |
| 21 марта 2015 17:00 | Отчёт | Крунослав Симон 9          | Передачи | Джейкован Браун 9   | «Баскет-холл», Краснодар Зрителей: 2 701 Судьи: Роберт Виклицкий Ааре Халлико Йоханнес Сарекоски |

| 22 марта 2015 15:00 | Отчёт | Цмоки-Минск                | 93:82    | Нилан Байзонс      | «Минск-арена», Минск Зрителей: 500 Судьи: Юргис Лауринавичюс Илья Путенко Алексей Чудин |
| 22 марта 2015 15:00 | Отчёт | 16:20, 19:21, 14:11, 27:24 |          |                    | «Минск-арена», Минск Зрителей: 500 Судьи: Юргис Лауринавичюс Илья Путенко Алексей Чудин |
| 22 марта 2015 15:00 | Отчёт | Иван Мараш 25              | Очки     | Энтони Хиллиард 19 | «Минск-арена», Минск Зрителей: 500 Судьи: Юргис Лауринавичюс Илья Путенко Алексей Чудин |
| 22 марта 2015 15:00 | Отчёт | Иван Мараш 11              | Подборы  | Туукка Котти 9     | «Минск-арена», Минск Зрителей: 500 Судьи: Юргис Лауринавичюс Илья Путенко Алексей Чудин |
| 22 марта 2015 15:00 | Отчёт | Бранко Миркович 9          | Передачи | Антто Никкаринен 7 | «Минск-арена», Минск Зрителей: 500 Судьи: Юргис Лауринавичюс Илья Путенко Алексей Чудин |

| 22 марта 2015 15:00 | Отчёт | Автодор                    | 101:97   | Нимбурк            | ДС «Кристалл», Саратов Зрителей: 3 500 Судьи: Эрсан Картал Александр Сирица Гинтарас Виткаускас |
| 22 марта 2015 15:00 | Отчёт | 23:12, 19:25, 29:29, 30:31 |          |                    | ДС «Кристалл», Саратов Зрителей: 3 500 Судьи: Эрсан Картал Александр Сирица Гинтарас Виткаускас |
| 22 марта 2015 15:00 | Отчёт | Кирилл Фесенко 20          | Очки     | Кристиан Бернс 19  | ДС «Кристалл», Саратов Зрителей: 3 500 Судьи: Эрсан Картал Александр Сирица Гинтарас Виткаускас |
| 22 марта 2015 15:00 | Отчёт | Кирилл Фесенко 11          | Подборы  | Войтех Хрубан 7    | ДС «Кристалл», Саратов Зрителей: 3 500 Судьи: Эрсан Картал Александр Сирица Гинтарас Виткаускас |
| 22 марта 2015 15:00 | Отчёт | Кортни Фортсон 11          | Передачи | Дариус Вашингтон 9 | ДС «Кристалл», Саратов Зрителей: 3 500 Судьи: Эрсан Картал Александр Сирица Гинтарас Виткаускас |

| 22 марта 2015 17:30 | Отчёт | Нижний Новгород            | 84:88    | Красные крылья      | КРК «Нагорный», Нижний Новгород Зрителей: 1 500 Судьи: Сергей Круг Сергей Беляков Евгений Островский |
| 22 марта 2015 17:30 | Отчёт | 15:18, 23:22, 22:23, 24:25 |          |                     | КРК «Нагорный», Нижний Новгород Зрителей: 1 500 Судьи: Сергей Круг Сергей Беляков Евгений Островский |
| 22 марта 2015 17:30 | Отчёт | Тейлор Рочести 22          | Очки     | Каспарс Берзиньш 24 | КРК «Нагорный», Нижний Новгород Зрителей: 1 500 Судьи: Сергей Круг Сергей Беляков Евгений Островский |
| 22 марта 2015 17:30 | Отчёт | Артем Параховский 6        | Подборы  | Каспарс Берзиньш 14 | КРК «Нагорный», Нижний Новгород Зрителей: 1 500 Судьи: Сергей Круг Сергей Беляков Евгений Островский |
| 22 марта 2015 17:30 | Отчёт | Дмитрий Хвостов 6          | Передачи | Виктор Заряжко 5    | КРК «Нагорный», Нижний Новгород Зрителей: 1 500 Судьи: Сергей Круг Сергей Беляков Евгений Островский |

| 22 марта 2015 18:00 | Отчёт | ВЭФ                        | 77:84    | Химки             | «Арена Рига», Рига Зрителей: 800 Судьи: Сергей Чебышев Виллюс Мачюлайтис Войцех Лишка |
| 22 марта 2015 18:00 | Отчёт | 18:22, 21:17, 17:21, 21:24 |          |                   | «Арена Рига», Рига Зрителей: 800 Судьи: Сергей Чебышев Виллюс Мачюлайтис Войцех Лишка |
| 22 марта 2015 18:00 | Отчёт | Роберт Лоури 18            | Очки     | Тайрис Райс 20    | «Арена Рига», Рига Зрителей: 800 Судьи: Сергей Чебышев Виллюс Мачюлайтис Войцех Лишка |
| 22 марта 2015 18:00 | Отчёт | Роберт Лоури 6             | Подборы  | Сергей Моня 8     | «Арена Рига», Рига Зрителей: 800 Судьи: Сергей Чебышев Виллюс Мачюлайтис Войцех Лишка |
| 22 марта 2015 18:00 | Отчёт | Янис Тимма 8               | Передачи | Петтери Копонен 5 | «Арена Рига», Рига Зрителей: 800 Судьи: Сергей Чебышев Виллюс Мачюлайтис Войцех Лишка |

| 22 марта 2015 19:00 | Отчёт | Зенит                             | 89:87 ОТ | УНИКС                              | «Сибур Арена», Санкт-Петербург Зрителей: 4 150 Судьи: Марек Цмикевич Марко Юрас Алексей Давыдов |
| 22 марта 2015 19:00 | Отчёт | 19:18, 24:25, 21:17, 13:17, 12:10 |          |                                    | «Сибур Арена», Санкт-Петербург Зрителей: 4 150 Судьи: Марек Цмикевич Марко Юрас Алексей Давыдов |
| 22 марта 2015 19:00 | Отчёт | Кайл Лэндри 24                    | Очки     | Джеймс Уайт, Дъор Фишер по 20      | «Сибур Арена», Санкт-Петербург Зрителей: 4 150 Судьи: Марек Цмикевич Марко Юрас Алексей Давыдов |
| 22 марта 2015 19:00 | Отчёт | Деян Боровняк, Кайл Лэндри по 6   | Подборы  | Валерий Лиходей, Дъор Фишер по 6   | «Сибур Арена», Санкт-Петербург Зрителей: 4 150 Судьи: Марек Цмикевич Марко Юрас Алексей Давыдов |
| 22 марта 2015 19:00 | Отчёт | Артём Вихров 5                    | Передачи | Джеймс Уайт, Кёртис Джерреллс по 6 | «Сибур Арена», Санкт-Петербург Зрителей: 4 150 Судьи: Марек Цмикевич Марко Юрас Алексей Давыдов |

| 23 марта 2015 15:10 | Отчёт | Енисей                     | 79:83    | ЦСКА                                   | Дворец спорта имени Ивана Ярыгина, Красноярск Зрителей: 2 500 Судьи: Петри Мянтюля Семён Овинов Станислав Валеев |
| 23 марта 2015 15:10 | Отчёт | 19:25, 20:16, 20:28, 20:24 |          |                                        | Дворец спорта имени Ивана Ярыгина, Красноярск Зрителей: 2 500 Судьи: Петри Мянтюля Семён Овинов Станислав Валеев |
| 23 марта 2015 15:10 | Отчёт | Элмедин Киканович 22       | Очки     | Александр Каун 18                      | Дворец спорта имени Ивана Ярыгина, Красноярск Зрителей: 2 500 Судьи: Петри Мянтюля Семён Овинов Станислав Валеев |
| 23 марта 2015 15:10 | Отчёт | Элмедин Киканович 9        | Подборы  | Андрей Воронцевич, Александр Каун по 5 | Дворец спорта имени Ивана Ярыгина, Красноярск Зрителей: 2 500 Судьи: Петри Мянтюля Семён Овинов Станислав Валеев |
| 23 марта 2015 15:10 | Отчёт | Донелл Купер 8             | Передачи | Милош Теодосич 8                       | Дворец спорта имени Ивана Ярыгина, Красноярск Зрителей: 2 500 Судьи: Петри Мянтюля Семён Овинов Станислав Валеев |

| 23 марта 2015 19:30 | Отчёт | Калев                      | 82:80    | Красный Октябрь    | «Саку Суурхалль», Таллинн Зрителей: 2 000 Судьи: Олег Латышев Сергей Чебышев Войцех Лишка |
| 23 марта 2015 19:30 | Отчёт | 12:28, 22:16, 21:13, 27:23 |          |                    | «Саку Суурхалль», Таллинн Зрителей: 2 000 Судьи: Олег Латышев Сергей Чебышев Войцех Лишка |
| 23 марта 2015 19:30 | Отчёт | Алексей Печёров 25         | Очки     | Ламонт Хэмилтон 26 | «Саку Суурхалль», Таллинн Зрителей: 2 000 Судьи: Олег Латышев Сергей Чебышев Войцех Лишка |
| 23 марта 2015 19:30 | Отчёт | Алексей Печёров 8          | Подборы  | Ламонт Хэмилтон 12 | «Саку Суурхалль», Таллинн Зрителей: 2 000 Судьи: Олег Латышев Сергей Чебышев Войцех Лишка |
| 23 марта 2015 19:30 | Отчёт | Скотт Мачадо 9             | Передачи | Уилли Дин 5        | «Саку Суурхалль», Таллинн Зрителей: 2 000 Судьи: Олег Латышев Сергей Чебышев Войцех Лишка |

## 26 тур
| 28 марта 2015 15:10 | Отчёт | Енисей                     | 85:81    | УНИКС                                    | Дворец спорта имени Ивана Ярыгина, Красноярск Зрителей: 2 000 Судьи: Илья Путенко Сергей Круг Александр Романов |
| 28 марта 2015 15:10 | Отчёт | 23:18, 24:19, 18:24, 20:20 |          |                                          | Дворец спорта имени Ивана Ярыгина, Красноярск Зрителей: 2 000 Судьи: Илья Путенко Сергей Круг Александр Романов |
| 28 марта 2015 15:10 | Отчёт | Элмедин Киканович 19       | Очки     | Костас Каймакоглу 17                     | Дворец спорта имени Ивана Ярыгина, Красноярск Зрителей: 2 000 Судьи: Илья Путенко Сергей Круг Александр Романов |
| 28 марта 2015 15:10 | Отчёт | Элмедин Киканович 5        | Подборы  | Костас Каймакоглу 6                      | Дворец спорта имени Ивана Ярыгина, Красноярск Зрителей: 2 000 Судьи: Илья Путенко Сергей Круг Александр Романов |
| 28 марта 2015 15:10 | Отчёт | Донелл Купер 6             | Передачи | Костас Каймакоглу, Кёртис Джерреллс по 6 | Дворец спорта имени Ивана Ярыгина, Красноярск Зрителей: 2 000 Судьи: Илья Путенко Сергей Круг Александр Романов |

| 28 марта 2015 17:00 | Отчёт | Локомотив-Кубань                      | 86:84    | Зенит                          | «Баскет-холл», Краснодар Зрителей: 2 567 Судьи: Милош Коленшич Семен Овинов Евгений Ветров |
| 28 марта 2015 17:00 | Отчёт | 13:26, 30:12, 23:18, 20:8             |          |                                | «Баскет-холл», Краснодар Зрителей: 2 567 Судьи: Милош Коленшич Семен Овинов Евгений Ветров |
| 28 марта 2015 17:00 | Отчёт | Малкольм Дилэйни 27                   | Очки     | Уолтер Ходж, Кайл Лэндри по 12 | «Баскет-холл», Краснодар Зрителей: 2 567 Судьи: Милош Коленшич Семен Овинов Евгений Ветров |
| 28 марта 2015 17:00 | Отчёт | Ричард Хендрикс, Никита Курбанов по 8 | Подборы  | Кайл Лэндри 7                  | «Баскет-холл», Краснодар Зрителей: 2 567 Судьи: Милош Коленшич Семен Овинов Евгений Ветров |
| 28 марта 2015 17:00 | Отчёт | Крунослав Симон 8                     | Передачи | Уолтер Ходж 4                  | «Баскет-холл», Краснодар Зрителей: 2 567 Судьи: Милош Коленшич Семен Овинов Евгений Ветров |

| 29 марта 2015 16:00 | Отчёт | Нилан Байзонс            | 100:43   | Красные крылья                        | Дворец спорта Лоймаа, Лоймаа Зрителей: 412 Судьи: Борис Шульга Оскарс Лучис Райн Пеенарди |
| 29 марта 2015 16:00 | Отчёт | 22:9, 31:15, 23:5, 24:14 |          |                                       | Дворец спорта Лоймаа, Лоймаа Зрителей: 412 Судьи: Борис Шульга Оскарс Лучис Райн Пеенарди |
| 29 марта 2015 16:00 | Отчёт | Трэвис Нельсон 20        | Очки     | Юрий Кортуков, Амит Шахмаров по 8     | Дворец спорта Лоймаа, Лоймаа Зрителей: 412 Судьи: Борис Шульга Оскарс Лучис Райн Пеенарди |
| 29 марта 2015 16:00 | Отчёт | Энтони Хиллиард 13       | Подборы  | Алексей Щукин 7                       | Дворец спорта Лоймаа, Лоймаа Зрителей: 412 Судьи: Борис Шульга Оскарс Лучис Райн Пеенарди |
| 29 марта 2015 16:00 | Отчёт | Роопе Ахонен 9           | Передачи | Алексей Щукин, Владимир Сабоцкий по 2 | Дворец спорта Лоймаа, Лоймаа Зрителей: 412 Судьи: Борис Шульга Оскарс Лучис Райн Пеенарди |

| 29 марта 2015 17:00 | Отчёт | Химки                      | 93:64    | Астана              | «Баскетбольный центр Московской области», Химки Зрителей: 1 600 Судьи: Томислав Вовк Арнис Озолс Юрий Игнатьев |
| 29 марта 2015 17:00 | Отчёт | 25:16, 28:22, 25:15, 15:11 |          |                     | «Баскетбольный центр Московской области», Химки Зрителей: 1 600 Судьи: Томислав Вовк Арнис Озолс Юрий Игнатьев |
| 29 марта 2015 17:00 | Отчёт | Тайрис Райс 15             | Очки     | Рашид Махалбашич 17 | «Баскетбольный центр Московской области», Химки Зрителей: 1 600 Судьи: Томислав Вовк Арнис Озолс Юрий Игнатьев |
| 29 марта 2015 17:00 | Отчёт | Джеймс Огастин 12          | Подборы  | Патрик Калатес 9    | «Баскетбольный центр Московской области», Химки Зрителей: 1 600 Судьи: Томислав Вовк Арнис Озолс Юрий Игнатьев |
| 29 марта 2015 17:00 | Отчёт | Тайрис Райс 9              | Передачи | Джейкован Браун 4   | «Баскетбольный центр Московской области», Химки Зрителей: 1 600 Судьи: Томислав Вовк Арнис Озолс Юрий Игнатьев |

| 29 марта 2015 17:00 | Отчёт | Автодор                    | 99:93    | Красный Октябрь    | ДС «Кристалл», Саратов Зрителей: 4 000 Судьи: Роберт Виклицкий Алексей Давыдов Сергей Михайлов |
| 29 марта 2015 17:00 | Отчёт | 29:23, 22:21, 24:21, 24:28 |          |                    | ДС «Кристалл», Саратов Зрителей: 4 000 Судьи: Роберт Виклицкий Алексей Давыдов Сергей Михайлов |
| 29 марта 2015 17:00 | Отчёт | Кортни Фортсон 29          | Очки     | Рэнди Калпеппер 28 | ДС «Кристалл», Саратов Зрителей: 4 000 Судьи: Роберт Виклицкий Алексей Давыдов Сергей Михайлов |
| 29 марта 2015 17:00 | Отчёт | 3 игрока по 8              | Подборы  | Ромео Трэвис 8     | ДС «Кристалл», Саратов Зрителей: 4 000 Судьи: Роберт Виклицкий Алексей Давыдов Сергей Михайлов |
| 29 марта 2015 17:00 | Отчёт | Кортни Фортсон 11          | Передачи | Ламонт Хэмилтон 5  | ДС «Кристалл», Саратов Зрителей: 4 000 Судьи: Роберт Виклицкий Алексей Давыдов Сергей Михайлов |

| 30 марта 2015 20:00 | Отчёт | Нижний Новгород                       | 102:72   | ВЭФ             | КРК «Нагорный», Нижний Новгород Зрителей: 2 000 Судьи: Эмин Могулкоч Марчин Ковальский Петр Ивашков |
| 30 марта 2015 20:00 | Отчёт | 28:17, 27:15, 24:14, 23:26            |          |                 | КРК «Нагорный», Нижний Новгород Зрителей: 2 000 Судьи: Эмин Могулкоч Марчин Ковальский Петр Ивашков |
| 30 марта 2015 20:00 | Отчёт | Тэйлор Рочести 21                     | Очки     | Роберт Лоури 16 | КРК «Нагорный», Нижний Новгород Зрителей: 2 000 Судьи: Эмин Могулкоч Марчин Ковальский Петр Ивашков |
| 30 марта 2015 20:00 | Отчёт | Артём Параховский, Трэй Томпкинс по 8 | Подборы  | Роберт Лоури 7  | КРК «Нагорный», Нижний Новгород Зрителей: 2 000 Судьи: Эмин Могулкоч Марчин Ковальский Петр Ивашков |
| 30 марта 2015 20:00 | Отчёт | Дмитрий Хвостов 8                     | Передачи | Роберт Лоури 5  | КРК «Нагорный», Нижний Новгород Зрителей: 2 000 Судьи: Эмин Могулкоч Марчин Ковальский Петр Ивашков |

| 30 марта 2015 20:00 | Отчёт | ЦСКА                       | 102:67   | Нимбурк                      | Универсальный спортивный комплекс ЦСКА, Москва Зрителей: 1 200 Судьи: Томислав Вовк Арнис Озолс Юрий Игнатьев |
| 30 марта 2015 20:00 | Отчёт | 24:13, 24:15, 28:16, 26:23 |          |                              | Универсальный спортивный комплекс ЦСКА, Москва Зрителей: 1 200 Судьи: Томислав Вовк Арнис Озолс Юрий Игнатьев |
| 30 марта 2015 20:00 | Отчёт | Андрей Кириленко 14        | Очки     | Томаш Помикалек 10           | Универсальный спортивный комплекс ЦСКА, Москва Зрителей: 1 200 Судьи: Томислав Вовк Арнис Озолс Юрий Игнатьев |
| 30 марта 2015 20:00 | Отчёт | Виктор Хряпа 10            | Подборы  | Любош Бартон 7               | Универсальный спортивный комплекс ЦСКА, Москва Зрителей: 1 200 Судьи: Томислав Вовк Арнис Озолс Юрий Игнатьев |
| 30 марта 2015 20:00 | Отчёт | Милош Теодосич 11          | Передачи | Иржи Велш, Любош Бартон по 2 | Универсальный спортивный комплекс ЦСКА, Москва Зрителей: 1 200 Судьи: Томислав Вовк Арнис Озолс Юрий Игнатьев |

| 31 марта 2015 18:30 | Отчёт | Калев                      | 93:84    | Цмоки-Минск                       | «Саку Суурхалль», Таллин Зрителей: 2 500 Судьи: Борис Шульга Антон Махлин Игорь Деменков |
| 31 марта 2015 18:30 | Отчёт | 22:27, 31:19, 14:15, 26:23 |          |                                   | «Саку Суурхалль», Таллин Зрителей: 2 500 Судьи: Борис Шульга Антон Махлин Игорь Деменков |
| 31 марта 2015 18:30 | Отчёт | Райн Вейдеман 21           | Очки     | Бранко Миркович 23                | «Саку Суурхалль», Таллин Зрителей: 2 500 Судьи: Борис Шульга Антон Махлин Игорь Деменков |
| 31 марта 2015 18:30 | Отчёт | Кит Бенсон 10              | Подборы  | Иван Мараш, Алексей Лашкевич по 9 | «Саку Суурхалль», Таллин Зрителей: 2 500 Судьи: Борис Шульга Антон Махлин Игорь Деменков |
| 31 марта 2015 18:30 | Отчёт | Скотт Мачадо 12            | Передачи | Бранко Миркович 8                 | «Саку Суурхалль», Таллин Зрителей: 2 500 Судьи: Борис Шульга Антон Махлин Игорь Деменков |

## 27 тур
| 20 декабря 2014 16:00 | Отчёт | Нилан Байзонс              | 82:77    | Локомотив-Кубань                  | «Энергия», Вантаа Зрителей: 955 Судьи: Марчин Ковальский Юрис Кокайнис Виллюс Мачюлайтис |
| 20 декабря 2014 16:00 | Отчёт | 16:20, 13:22, 25:13, 17:16 |          |                                   | «Энергия», Вантаа Зрителей: 955 Судьи: Марчин Ковальский Юрис Кокайнис Виллюс Мачюлайтис |
| 20 декабря 2014 16:00 | Отчёт | Энтони Хиллиард 25         | Очки     | Деррик Браун 18                   | «Энергия», Вантаа Зрителей: 955 Судьи: Марчин Ковальский Юрис Кокайнис Виллюс Мачюлайтис |
| 20 декабря 2014 16:00 | Отчёт | Айан Хаммер 12             | Подборы  | Ричард Хендрикс 13                | «Энергия», Вантаа Зрителей: 955 Судьи: Марчин Ковальский Юрис Кокайнис Виллюс Мачюлайтис |
| 20 декабря 2014 16:00 | Отчёт | Аарон Джонсон 7            | Передачи | Малколм Дилейни, Аарон Майлз по 4 | «Энергия», Вантаа Зрителей: 955 Судьи: Марчин Ковальский Юрис Кокайнис Виллюс Мачюлайтис |

| 4 апреля 2015 17:00 | Отчёт | ВЭФ                        | 89:95    | Калев            | «Арена Рига», Рига Зрителей: 950 Судьи: Томас Ясявичюс Сашо Петек Александр Сирица |
| 4 апреля 2015 17:00 | Отчёт | 30:22, 25:24, 18:25, 16:24 |          |                  | «Арена Рига», Рига Зрителей: 950 Судьи: Томас Ясявичюс Сашо Петек Александр Сирица |
| 4 апреля 2015 17:00 | Отчёт | Янис Тимма 17              | Очки     | Райн Вейдеман 27 | «Арена Рига», Рига Зрителей: 950 Судьи: Томас Ясявичюс Сашо Петек Александр Сирица |
| 4 апреля 2015 17:00 | Отчёт | Марекс Мейерис 7           | Подборы  | Кит Бенсон 9     | «Арена Рига», Рига Зрителей: 950 Судьи: Томас Ясявичюс Сашо Петек Александр Сирица |
| 4 апреля 2015 17:00 | Отчёт | Джеральд Робинсон 8        | Передачи | Скотт Мачадо 7   | «Арена Рига», Рига Зрителей: 950 Судьи: Томас Ясявичюс Сашо Петек Александр Сирица |

| 4 апреля 2015 19:00 | Отчёт | УНИКС                      | 75:73    | Химки              | «Баскет-холл», Краснодар Зрителей: 3 500 Судьи: Саша Пукл Илья Путенко Александр Романов |
| 4 апреля 2015 19:00 | Отчёт | 20:19, 20:18, 12:16, 23:20 |          |                    | «Баскет-холл», Краснодар Зрителей: 3 500 Судьи: Саша Пукл Илья Путенко Александр Романов |
| 4 апреля 2015 19:00 | Отчёт | Роландс Фрейманис 16       | Очки     | Петтери Копонен 14 | «Баскет-холл», Краснодар Зрителей: 3 500 Судьи: Саша Пукл Илья Путенко Александр Романов |
| 4 апреля 2015 19:00 | Отчёт | Сергей Быков 7             | Подборы  | Руслан Патеев 7    | «Баскет-холл», Краснодар Зрителей: 3 500 Судьи: Саша Пукл Илья Путенко Александр Романов |
| 4 апреля 2015 19:00 | Отчёт | Сергей Быков 7             | Передачи | Тайрис Райс 8      | «Баскет-холл», Краснодар Зрителей: 3 500 Судьи: Саша Пукл Илья Путенко Александр Романов |

| 5 апреля 2015 15:00 | Отчёт | Цмоки-Минск                         | 94:86    | Астана                                   | «Минск-арена», Минск Зрителей: 1 100 Судьи: Ингус Бауманис |
| 5 апреля 2015 15:00 | Отчёт | 24:13, 22:27, 20:19, 28:27          |          |                                          | «Минск-арена», Минск Зрителей: 1 100 Судьи: Ингус Бауманис |
| 5 апреля 2015 15:00 | Отчёт | Джастин Грэй 25                     | Очки     | Рашид Махалбашич 22                      | «Минск-арена», Минск Зрителей: 1 100 Судьи: Ингус Бауманис |
| 5 апреля 2015 15:00 | Отчёт | Иван Мараш 5                        | Подборы  | Анатолий Колесников, Патрик Калатес по 8 | «Минск-арена», Минск Зрителей: 1 100 Судьи: Ингус Бауманис |
| 5 апреля 2015 15:00 | Отчёт | Никита Мещеряков, Джастин Грэй по 6 | Передачи | 3 игрока по 5                            | «Минск-арена», Минск Зрителей: 1 100 Судьи: Ингус Бауманис |

| 5 апреля 2015 16:00 | Отчёт | Красный Октябрь            | 67:70    | Зенит           | Дворец спорта волгоградских профсоюзов, Волгоград Зрителей: 2 722 Судьи: Милош Коленшич Сергей Михайлов Евгений Ветров |
| 5 апреля 2015 16:00 | Отчёт | 14:20, 20:19, 17:20, 16:11 |          |                 | Дворец спорта волгоградских профсоюзов, Волгоград Зрителей: 2 722 Судьи: Милош Коленшич Сергей Михайлов Евгений Ветров |
| 5 апреля 2015 16:00 | Отчёт | Рэнди Калпеппер 17         | Очки     | Кайл Лэндри 15  | Дворец спорта волгоградских профсоюзов, Волгоград Зрителей: 2 722 Судьи: Милош Коленшич Сергей Михайлов Евгений Ветров |
| 5 апреля 2015 16:00 | Отчёт | Ромео Трэвис 11            | Подборы  | Камерон Джонс 9 | Дворец спорта волгоградских профсоюзов, Волгоград Зрителей: 2 722 Судьи: Милош Коленшич Сергей Михайлов Евгений Ветров |
| 5 апреля 2015 16:00 | Отчёт | Уилли Дин 5                | Передачи | Уолтер Ходж 7   | Дворец спорта волгоградских профсоюзов, Волгоград Зрителей: 2 722 Судьи: Милош Коленшич Сергей Михайлов Евгений Ветров |

| 5 апреля 2015 17:00 | Отчёт | Красные крылья             | 80:97    | Автодор           | «МТЛ Арена», Самара Зрителей: 1 300 Судьи: Семён Овинов Сергей Круг Евгений Островский |
| 5 апреля 2015 17:00 | Отчёт | 16:25, 18:26, 27:19, 19:27 |          |                   | «МТЛ Арена», Самара Зрителей: 1 300 Судьи: Семён Овинов Сергей Круг Евгений Островский |
| 5 апреля 2015 17:00 | Отчёт | Александр Гудумак 17       | Очки     | Майка Даунс 23    | «МТЛ Арена», Самара Зрителей: 1 300 Судьи: Семён Овинов Сергей Круг Евгений Островский |
| 5 апреля 2015 17:00 | Отчёт | Александр Гудумак 8        | Подборы  | Джереми Шаппелл 7 | «МТЛ Арена», Самара Зрителей: 1 300 Судьи: Семён Овинов Сергей Круг Евгений Островский |
| 5 апреля 2015 17:00 | Отчёт | Антон Глазунов 7           | Передачи | Кортни Фортсон 8  | «МТЛ Арена», Самара Зрителей: 1 300 Судьи: Семён Овинов Сергей Круг Евгений Островский |

| 5 апреля 2015 19:00 | Отчёт | Нимбурк                   | 99:87    | Енисей               | Дворец спорта «Нимбурк», Нимбурк Зрителей: 570 Судьи: Якуб Замойски Оскарс Лучис Петер Зениш |
| 5 апреля 2015 19:00 | Отчёт | 25:25, 22:9, 27:29, 25:24 |          |                      | Дворец спорта «Нимбурк», Нимбурк Зрителей: 570 Судьи: Якуб Замойски Оскарс Лучис Петер Зениш |
| 5 апреля 2015 19:00 | Отчёт | Дариус Вашингтон 20       | Очки     | Элмедин Киканович 25 | Дворец спорта «Нимбурк», Нимбурк Зрителей: 570 Судьи: Якуб Замойски Оскарс Лучис Петер Зениш |
| 5 апреля 2015 19:00 | Отчёт | 3 игрока по 6             | Подборы  | Сава Лешич 8         | Дворец спорта «Нимбурк», Нимбурк Зрителей: 570 Судьи: Якуб Замойски Оскарс Лучис Петер Зениш |
| 5 апреля 2015 19:00 | Отчёт | Дариус Вашингтон 12       | Передачи | Донелл Купер 9       | Дворец спорта «Нимбурк», Нимбурк Зрителей: 570 Судьи: Якуб Замойски Оскарс Лучис Петер Зениш |

| 6 апреля 2015 20:00 | Отчёт | ЦСКА                      | 83:75    | Нижний Новгород                       | Универсальный спортивный комплекс ЦСКА, Москва Зрителей: 1 200 Судьи: Мурат Биричик Антон Махлин Алексей Давыдов |
| 6 апреля 2015 20:00 | Отчёт | 19:23, 21:9, 23:29, 20:14 |          |                                       | Универсальный спортивный комплекс ЦСКА, Москва Зрителей: 1 200 Судьи: Мурат Биричик Антон Махлин Алексей Давыдов |
| 6 апреля 2015 20:00 | Отчёт | Нандо Де Коло 27          | Очки     | Теренс Кинси 21                       | Универсальный спортивный комплекс ЦСКА, Москва Зрителей: 1 200 Судьи: Мурат Биричик Антон Махлин Алексей Давыдов |
| 6 апреля 2015 20:00 | Отчёт | Нандо Де Коло 9           | Подборы  | Артём Параховский, Трэй Томпкинс по 7 | Универсальный спортивный комплекс ЦСКА, Москва Зрителей: 1 200 Судьи: Мурат Биричик Антон Махлин Алексей Давыдов |
| 6 апреля 2015 20:00 | Отчёт | Нандо Де Коло 5           | Передачи | Тэйлор Рочести 9                      | Универсальный спортивный комплекс ЦСКА, Москва Зрителей: 1 200 Судьи: Мурат Биричик Антон Махлин Алексей Давыдов |

## 28 тур
| 11 апреля 2015 15:00 | Отчёт | Цмоки-Минск                | 68:109   | ЦСКА                   | «Минск-арена», Минск Зрителей: 4 500 Судьи: Роберт Виклицкий Миндаугас Вецерскис Танел Суслов |
| 11 апреля 2015 15:00 | Отчёт | 18:23, 18:30, 19:31, 13:25 |          |                        | «Минск-арена», Минск Зрителей: 4 500 Судьи: Роберт Виклицкий Миндаугас Вецерскис Танел Суслов |
| 11 апреля 2015 15:00 | Отчёт | Джастин Грэй 20            | Очки     | Манучар Маркоишвили 20 | «Минск-арена», Минск Зрителей: 4 500 Судьи: Роберт Виклицкий Миндаугас Вецерскис Танел Суслов |
| 11 апреля 2015 15:00 | Отчёт | Иван Мараш 6               | Подборы  | 3 игрока по 5          | «Минск-арена», Минск Зрителей: 4 500 Судьи: Роберт Виклицкий Миндаугас Вецерскис Танел Суслов |
| 11 апреля 2015 15:00 | Отчёт | Джастин Грэй 7             | Передачи | Манучар Маркоишвили 4  | «Минск-арена», Минск Зрителей: 4 500 Судьи: Роберт Виклицкий Миндаугас Вецерскис Танел Суслов |

| 11 апреля 2015 17:00 | Отчёт | Химки                      | 83:101   | Енисей               | Баскетбольный центр Московской области, Химки Зрителей: 1 200 Судьи: Антон Махлин Евгений Ветров Станислав Валеев |
| 11 апреля 2015 17:00 | Отчёт | 24:26, 25:22, 22:23, 12:30 |          |                      | Баскетбольный центр Московской области, Химки Зрителей: 1 200 Судьи: Антон Махлин Евгений Ветров Станислав Валеев |
| 11 апреля 2015 17:00 | Отчёт | Тайриз Райс 20             | Очки     | Элмедин Киканович 24 | Баскетбольный центр Московской области, Химки Зрителей: 1 200 Судьи: Антон Махлин Евгений Ветров Станислав Валеев |
| 11 апреля 2015 17:00 | Отчёт | Джеймс Огастин 9           | Подборы  | Сава Лешич 9         | Баскетбольный центр Московской области, Химки Зрителей: 1 200 Судьи: Антон Махлин Евгений Ветров Станислав Валеев |
| 11 апреля 2015 17:00 | Отчёт | Сергей Моня 7              | Передачи | Донелл Купер 9       | Баскетбольный центр Московской области, Химки Зрителей: 1 200 Судьи: Антон Махлин Евгений Ветров Станислав Валеев |

| 12 апреля 2015 14:00 | Отчёт | УНИКС                     | 82:66    | Красный Октябрь    | «Баскет-холл», Казань Зрителей: 1 500 Судьи: Петри Мянтюля Антон Махлин Сергей Круг |
| 12 апреля 2015 14:00 | Отчёт | 23:21, 21:19, 11:17, 27:9 |          |                    | «Баскет-холл», Казань Зрителей: 1 500 Судьи: Петри Мянтюля Антон Махлин Сергей Круг |
| 12 апреля 2015 14:00 | Отчёт | Костас Каймакоглу 21      | Очки     | Рэнди Калпеппер 18 | «Баскет-холл», Казань Зрителей: 1 500 Судьи: Петри Мянтюля Антон Махлин Сергей Круг |
| 12 апреля 2015 14:00 | Отчёт | Кёртис Джерреллс 9        | Подборы  | Ламонт Хэмилтон 7  | «Баскет-холл», Казань Зрителей: 1 500 Судьи: Петри Мянтюля Антон Махлин Сергей Круг |
| 12 апреля 2015 14:00 | Отчёт | Дъор Фишер 7              | Передачи | Дональд МакГрэт 5  | «Баскет-холл», Казань Зрителей: 1 500 Судьи: Петри Мянтюля Антон Махлин Сергей Круг |

| 12 апреля 2015 17:00 | Отчёт | ВЭФ                           | 78:62    | Нилан Байзонс                   | «Арена Рига», Рига Зрителей: 500 Судьи: Борис Рыжик Алексей Давыдов Алексей Чудин |
| 12 апреля 2015 17:00 | Отчёт | 16:12, 20:19, 21:13, 21:18    |          |                                 | «Арена Рига», Рига Зрителей: 500 Судьи: Борис Рыжик Алексей Давыдов Алексей Чудин |
| 12 апреля 2015 17:00 | Отчёт | Джеральд Робинсон 18          | Очки     | Роопе Ахонен, Айан Хаммер по 12 | «Арена Рига», Рига Зрителей: 500 Судьи: Борис Рыжик Алексей Давыдов Алексей Чудин |
| 12 апреля 2015 17:00 | Отчёт | Рональдс Закис 8              | Подборы  | Айан Хаммер 13                  | «Арена Рига», Рига Зрителей: 500 Судьи: Борис Рыжик Алексей Давыдов Алексей Чудин |
| 12 апреля 2015 17:00 | Отчёт | Роберт Лоури, Янис Тимма по 5 | Передачи | Аарон Джонсон 6                 | «Арена Рига», Рига Зрителей: 500 Судьи: Борис Рыжик Алексей Давыдов Алексей Чудин |

| 12 апреля 2015 17:00 | Отчёт | Автодор                   | 85:66    | Калев             | ДС «Кристалл», Саратов Зрителей: 4 500 Судьи: Якуб Замойский Ингус Бауманис Андрей Шарапа |
| 12 апреля 2015 17:00 | Отчёт | 19:20, 16:7, 28:26, 22:13 |          |                   | ДС «Кристалл», Саратов Зрителей: 4 500 Судьи: Якуб Замойский Ингус Бауманис Андрей Шарапа |
| 12 апреля 2015 17:00 | Отчёт | Майка Даунс 18            | Очки     | Скотт Мачадо 22   | ДС «Кристалл», Саратов Зрителей: 4 500 Судьи: Якуб Замойский Ингус Бауманис Андрей Шарапа |
| 12 апреля 2015 17:00 | Отчёт | Кирилл Фесенко 11         | Подборы  | И Джей Синглер 13 | ДС «Кристалл», Саратов Зрителей: 4 500 Судьи: Якуб Замойский Ингус Бауманис Андрей Шарапа |
| 12 апреля 2015 17:00 | Отчёт | Кортни Фортсон 15         | Передачи | Скотт Мачадо 9    | ДС «Кристалл», Саратов Зрителей: 4 500 Судьи: Якуб Замойский Ингус Бауманис Андрей Шарапа |

| 12 апреля 2015 18:30 | Отчёт | Нижний Новгород            | 74:82    | Зенит          | КРК «Нагорный», Нижний Новгород Зрителей: 1 800 Судьи: Сретен Радович Олег Латышев Александр Романов |
| 12 апреля 2015 18:30 | Отчёт | 19:22, 19:21, 15:23, 21:16 |          |                | КРК «Нагорный», Нижний Новгород Зрителей: 1 800 Судьи: Сретен Радович Олег Латышев Александр Романов |
| 12 апреля 2015 18:30 | Отчёт | Трэй Томпкинс 20           | Очки     | Уолтер Ходж 20 | КРК «Нагорный», Нижний Новгород Зрителей: 1 800 Судьи: Сретен Радович Олег Латышев Александр Романов |
| 12 апреля 2015 18:30 | Отчёт | Артём Параховский 8        | Подборы  | Кайл Лэндри 8  | КРК «Нагорный», Нижний Новгород Зрителей: 1 800 Судьи: Сретен Радович Олег Латышев Александр Романов |
| 12 апреля 2015 18:30 | Отчёт | Тэйлор Рочести 4           | Передачи | Артём Вихров 8 | КРК «Нагорный», Нижний Новгород Зрителей: 1 800 Судьи: Сретен Радович Олег Латышев Александр Романов |

| 15 апреля 2015 18:00 | Отчёт | Красные крылья                       | 50:72    | Астана              | «МТЛ Арена», Самара Зрителей: 900 Судьи: Роберт Виклицкий Ааре Халлико Пётр Ивашков |
| 15 апреля 2015 18:00 | Отчёт | 11:16, 14:19, 12:19, 13:18           |          |                     | «МТЛ Арена», Самара Зрителей: 900 Судьи: Роберт Виклицкий Ааре Халлико Пётр Ивашков |
| 15 апреля 2015 18:00 | Отчёт | Дмитрий Артешин, Евгений Фидий по 13 | Очки     | Джерри Джонсон 19   | «МТЛ Арена», Самара Зрителей: 900 Судьи: Роберт Виклицкий Ааре Халлико Пётр Ивашков |
| 15 апреля 2015 18:00 | Отчёт | Евгений Фидий 8                      | Подборы  | Рашид Махалбашич 13 | «МТЛ Арена», Самара Зрителей: 900 Судьи: Роберт Виклицкий Ааре Халлико Пётр Ивашков |
| 15 апреля 2015 18:00 | Отчёт | Виктор Заряжко 5                     | Передачи | Джерри Джонсон 5    | «МТЛ Арена», Самара Зрителей: 900 Судьи: Роберт Виклицкий Ааре Халлико Пётр Ивашков |

| 15 апреля 2015 20:00 | Отчёт | Локомотив-Кубань                      | 99:95    | Нимбурк                          | «Баскет-холл», Краснодар Зрителей: 2 210 Судьи: Урош Обркнежевич Александр Сирица Андрис Аункрогерс |
| 15 апреля 2015 20:00 | Отчёт | 22:27, 21:18, 26:23, 30:27            |          |                                  | «Баскет-холл», Краснодар Зрителей: 2 210 Судьи: Урош Обркнежевич Александр Сирица Андрис Аункрогерс |
| 15 апреля 2015 20:00 | Отчёт | Мальколм Дилэйни 27                   | Очки     | Честер Симмонс 30                | «Баскет-холл», Краснодар Зрителей: 2 210 Судьи: Урош Обркнежевич Александр Сирица Андрис Аункрогерс |
| 15 апреля 2015 20:00 | Отчёт | Ричард Хендрикс, Никита Курбанов по 6 | Подборы  | Честер Симмонс 5                 | «Баскет-холл», Краснодар Зрителей: 2 210 Судьи: Урош Обркнежевич Александр Сирица Андрис Аункрогерс |
| 15 апреля 2015 20:00 | Отчёт | Мальколм Дилэйни 5                    | Передачи | Дариус Вашингтон, Иржи Велш по 5 | «Баскет-холл», Краснодар Зрителей: 2 210 Судьи: Урош Обркнежевич Александр Сирица Андрис Аункрогерс |

## 29 тур
| 19 февраля 2015 19:30 | Отчёт | Калев                     | 79:113   | ЦСКА             | «Таллин Арена», Таллин Зрителей: 4 500 Судьи: Роберт Виклицкий Петри Мянтюля Сергей Защук |
| 19 февраля 2015 19:30 | Отчёт | 23:29, 16:31, 31:29, 9:24 |          |                  | «Таллин Арена», Таллин Зрителей: 4 500 Судьи: Роберт Виклицкий Петри Мянтюля Сергей Защук |
| 19 февраля 2015 19:30 | Отчёт | Фрэнк Элегар 23           | Очки     | Нандо Де Коло 21 | «Таллин Арена», Таллин Зрителей: 4 500 Судьи: Роберт Виклицкий Петри Мянтюля Сергей Защук |
| 19 февраля 2015 19:30 | Отчёт | Фрэнк Элегар 11           | Подборы  | Аарон Джексон 7  | «Таллин Арена», Таллин Зрителей: 4 500 Судьи: Роберт Виклицкий Петри Мянтюля Сергей Защук |
| 19 февраля 2015 19:30 | Отчёт | Скотт Мачадо 7            | Передачи | Сонни Уимс 6     | «Таллин Арена», Таллин Зрителей: 4 500 Судьи: Роберт Виклицкий Петри Мянтюля Сергей Защук |

| 25 марта 2015 19:30 | Отчёт | Автодор                    | 103:83   | Нилан Байзонс       | ДС «Кристалл», Саратов Зрителей: 3 500 Судьи: Юрис Кокаинис Евгений Михеев Петр Хруса |
| 25 марта 2015 19:30 | Отчёт | 34:17, 27:23, 18:21, 24:22 |          |                     | ДС «Кристалл», Саратов Зрителей: 3 500 Судьи: Юрис Кокаинис Евгений Михеев Петр Хруса |
| 25 марта 2015 19:30 | Отчёт | Кортни Фортсон 24          | Очки     | Энтони Хиллиард 27  | ДС «Кристалл», Саратов Зрителей: 3 500 Судьи: Юрис Кокаинис Евгений Михеев Петр Хруса |
| 25 марта 2015 19:30 | Отчёт | Кортни Фортсон 4           | Подборы  | Энтони Хиллиард 9   | ДС «Кристалл», Саратов Зрителей: 3 500 Судьи: Юрис Кокаинис Евгений Михеев Петр Хруса |
| 25 марта 2015 19:30 | Отчёт | Кортни Фортсон 7           | Передачи | Антто Никкаринен 10 | ДС «Кристалл», Саратов Зрителей: 3 500 Судьи: Юрис Кокаинис Евгений Михеев Петр Хруса |

| 19 апреля 2015 12:00 | Отчёт | Астана                     | 79:78    | ВЭФ                  | СК «Жастар», Караганда Зрителей: 1 250 Судьи: Антон Махлин Александар Глишич Алексей Чудин |
| 19 апреля 2015 12:00 | Отчёт | 21:13, 17:20, 20:19, 21:26 |          |                      | СК «Жастар», Караганда Зрителей: 1 250 Судьи: Антон Махлин Александар Глишич Алексей Чудин |
| 19 апреля 2015 12:00 | Отчёт | Рашид Махалбашич 21        | Очки     | Джеральд Робинсон 22 | СК «Жастар», Караганда Зрителей: 1 250 Судьи: Антон Махлин Александар Глишич Алексей Чудин |
| 19 апреля 2015 12:00 | Отчёт | Рашид Махалбашич 10        | Подборы  | Марекс Мейерис 13    | СК «Жастар», Караганда Зрителей: 1 250 Судьи: Антон Махлин Александар Глишич Алексей Чудин |
| 19 апреля 2015 12:00 | Отчёт | Джерри Джонсон 9           | Передачи | Джеральд Робинсон 6  | СК «Жастар», Караганда Зрителей: 1 250 Судьи: Антон Махлин Александар Глишич Алексей Чудин |

| 19 апреля 2015 15:10 | Отчёт | Енисей                     | 73:86    | Нижний Новгород      | Дворец спорта имени Ивана Ярыгина, Красноярск Зрителей: 2 000 Судьи: Илья Путенко Сергей Круг Евгений Островский |
| 19 апреля 2015 15:10 | Отчёт | 19:14, 20:18, 16:28, 18:26 |          |                      | Дворец спорта имени Ивана Ярыгина, Красноярск Зрителей: 2 000 Судьи: Илья Путенко Сергей Круг Евгений Островский |
| 19 апреля 2015 15:10 | Отчёт | Элмедин Киканович 23       | Очки     | Артём Параховский 21 | Дворец спорта имени Ивана Ярыгина, Красноярск Зрителей: 2 000 Судьи: Илья Путенко Сергей Круг Евгений Островский |
| 19 апреля 2015 15:10 | Отчёт | Элмедин Киканович 6        | Подборы  | Семён Антонов 11     | Дворец спорта имени Ивана Ярыгина, Красноярск Зрителей: 2 000 Судьи: Илья Путенко Сергей Круг Евгений Островский |
| 19 апреля 2015 15:10 | Отчёт | Донелл Купер 8             | Передачи | Галь Мекель 8        | Дворец спорта имени Ивана Ярыгина, Красноярск Зрителей: 2 000 Судьи: Илья Путенко Сергей Круг Евгений Островский |

| 19 апреля 2015 16:00 | Отчёт | Цмоки-Минск                | 83:88    | УНИКС           | «Минск-арена», Минск Зрителей: 2 000 Судьи: Юргис Лауринавичюс Оскарс Лучис Владислав Исаченко |
| 19 апреля 2015 16:00 | Отчёт | 21:22, 28:15, 12:27, 22:24 |          |                 | «Минск-арена», Минск Зрителей: 2 000 Судьи: Юргис Лауринавичюс Оскарс Лучис Владислав Исаченко |
| 19 апреля 2015 16:00 | Отчёт | Иван Мараш 21              | Очки     | Джеймс Уайт 18  | «Минск-арена», Минск Зрителей: 2 000 Судьи: Юргис Лауринавичюс Оскарс Лучис Владислав Исаченко |
| 19 апреля 2015 16:00 | Отчёт | Иван Мараш 13              | Подборы  | Павел Антипов 7 | «Минск-арена», Минск Зрителей: 2 000 Судьи: Юргис Лауринавичюс Оскарс Лучис Владислав Исаченко |
| 19 апреля 2015 16:00 | Отчёт | Джастин Грэй 6             | Передачи | Джеймс Уайт 8   | «Минск-арена», Минск Зрителей: 2 000 Судьи: Юргис Лауринавичюс Оскарс Лучис Владислав Исаченко |

| 19 апреля 2015 16:00 | Отчёт | Красные крылья             | 84:86    | Зенит            | «МТЛ Арена», Самара Зрителей: 2 000 Судьи: Сергей Михайлов Евгений Ветров Сергей Беляков |
| 19 апреля 2015 16:00 | Отчёт | 25:22, 16:28, 24:22, 19:14 |          |                  | «МТЛ Арена», Самара Зрителей: 2 000 Судьи: Сергей Михайлов Евгений Ветров Сергей Беляков |
| 19 апреля 2015 16:00 | Отчёт | Евгений Фидий 20           | Очки     | Деян Боровняк 18 | «МТЛ Арена», Самара Зрителей: 2 000 Судьи: Сергей Михайлов Евгений Ветров Сергей Беляков |
| 19 апреля 2015 16:00 | Отчёт | Евгений Фидий 10           | Подборы  | Деян Боровняк 10 | «МТЛ Арена», Самара Зрителей: 2 000 Судьи: Сергей Михайлов Евгений Ветров Сергей Беляков |
| 19 апреля 2015 16:00 | Отчёт | Антон Глазунов 6           | Передачи | Артём Вихров 7   | «МТЛ Арена», Самара Зрителей: 2 000 Судьи: Сергей Михайлов Евгений Ветров Сергей Беляков |

| 19 апреля 2015 18:30 | Отчёт | Красный Октябрь            | 79:94    | Локомотив-Кубань   | Дворец спорта волгоградских профсоюзов, Волгоград Зрителей: 2 741 Судьи: Сергей Чебышев Саша Марчич Алексей Давыдов |
| 19 апреля 2015 18:30 | Отчёт | 19:21, 21:25, 14:20, 25:28 |          |                    | Дворец спорта волгоградских профсоюзов, Волгоград Зрителей: 2 741 Судьи: Сергей Чебышев Саша Марчич Алексей Давыдов |
| 19 апреля 2015 18:30 | Отчёт | Рэнди Калпеппер 25         | Очки     | Деррик Браун 22    | Дворец спорта волгоградских профсоюзов, Волгоград Зрителей: 2 741 Судьи: Сергей Чебышев Саша Марчич Алексей Давыдов |
| 19 апреля 2015 18:30 | Отчёт | Фёдор Лихолитов 8          | Подборы  | Крунослав Симон 10 | Дворец спорта волгоградских профсоюзов, Волгоград Зрителей: 2 741 Судьи: Сергей Чебышев Саша Марчич Алексей Давыдов |
| 19 апреля 2015 18:30 | Отчёт | Уилли Дин 4                | Передачи | Мальколм Дилэйни   | Дворец спорта волгоградских профсоюзов, Волгоград Зрителей: 2 741 Судьи: Сергей Чебышев Саша Марчич Алексей Давыдов |

| 19 апреля 2015 19:00 | Отчёт | Нимбурк                    | 72:80    | Химки              | СК «Нимбурк», Нимбурк Судьи: Якуб Замойски Ааре Халлико Борис Габара |
| 19 апреля 2015 19:00 | Отчёт | 19:22, 16:21, 15:18, 22:19 |          |                    | СК «Нимбурк», Нимбурк Судьи: Якуб Замойски Ааре Халлико Борис Габара |
| 19 апреля 2015 19:00 | Отчёт | Дариус Вашингтон 19        | Очки     | Петтери Копонен 23 | СК «Нимбурк», Нимбурк Судьи: Якуб Замойски Ааре Халлико Борис Габара |
| 19 апреля 2015 19:00 | Отчёт | Геррет Штуц 6              | Подборы  | Виктор Клавер 11   | СК «Нимбурк», Нимбурк Судьи: Якуб Замойски Ааре Халлико Борис Габара |
| 19 апреля 2015 19:00 | Отчёт | Иржи Велш 5                | Передачи | Тайрис Райс 9      | СК «Нимбурк», Нимбурк Судьи: Якуб Замойски Ааре Халлико Борис Габара |

## 30 тур
| 13 февраля 2015 17:00 | Отчёт | Астана                     | 80:90    | Нилан Байзонс      | Велотрек «Сарыарка», Астана Зрителей: 753 Судьи: Сергей Михайлов Алексей Давыдов Игорь Деменков |
| 13 февраля 2015 17:00 | Отчёт | 12:20, 23:31, 22:10, 23:29 |          |                    | Велотрек «Сарыарка», Астана Зрителей: 753 Судьи: Сергей Михайлов Алексей Давыдов Игорь Деменков |
| 13 февраля 2015 17:00 | Отчёт | Никлас Кэйнер-Медли 18     | Очки     | Энтони Хиллиард 28 | Велотрек «Сарыарка», Астана Зрителей: 753 Судьи: Сергей Михайлов Алексей Давыдов Игорь Деменков |
| 13 февраля 2015 17:00 | Отчёт | Никлас Кэйнер-Медли 14     | Подборы  | Айан Хаммер 8      | Велотрек «Сарыарка», Астана Зрителей: 753 Судьи: Сергей Михайлов Алексей Давыдов Игорь Деменков |
| 13 февраля 2015 17:00 | Отчёт | Джерри Джонсон 6           | Передачи | Аарон Джонсон 7    | Велотрек «Сарыарка», Астана Зрителей: 753 Судьи: Сергей Михайлов Алексей Давыдов Игорь Деменков |

| 15 апреля 2015 17:00 | Отчёт | УНИКС                      | 90:68    | Калев           | «Баскет-холл», Казань Зрителей: 1 500 Судьи: Милош Коленшич Станислав Кучера Юрий Игнатьев |
| 15 апреля 2015 17:00 | Отчёт | 19:19, 31:18, 25:15, 15:16 |          |                 | «Баскет-холл», Казань Зрителей: 1 500 Судьи: Милош Коленшич Станислав Кучера Юрий Игнатьев |
| 15 апреля 2015 17:00 | Отчёт | Валерий Лиходей 26         | Очки     | Кит Бенсон 18   | «Баскет-холл», Казань Зрителей: 1 500 Судьи: Милош Коленшич Станислав Кучера Юрий Игнатьев |
| 15 апреля 2015 17:00 | Отчёт | 4 игрока по 6              | Подборы  | Кит Бенсон 8    | «Баскет-холл», Казань Зрителей: 1 500 Судьи: Милош Коленшич Станислав Кучера Юрий Игнатьев |
| 15 апреля 2015 17:00 | Отчёт | Дъор Фишер 5               | Передачи | Мартин Дорбек 4 | «Баскет-холл», Казань Зрителей: 1 500 Судьи: Милош Коленшич Станислав Кучера Юрий Игнатьев |

| 26 апреля 2015 13:00 | Отчёт | ЦСКА                       | 104:107  | Автодор           | Универсальный спортивный комплекс ЦСКА, Москва Зрителей: 1 500 Судьи: Антон Махлин Алексей Давыдов Сергей Михайлов |
| 26 апреля 2015 13:00 | Отчёт | 32:24, 25:22, 24:23, 23:36 |          |                   | Универсальный спортивный комплекс ЦСКА, Москва Зрителей: 1 500 Судьи: Антон Махлин Алексей Давыдов Сергей Михайлов |
| 26 апреля 2015 13:00 | Отчёт | Андрей Кириленко 18        | Очки     | Кортни Фортсон 31 | Универсальный спортивный комплекс ЦСКА, Москва Зрителей: 1 500 Судьи: Антон Махлин Алексей Давыдов Сергей Михайлов |
| 26 апреля 2015 13:00 | Отчёт | Андрей Кириленко 11        | Подборы  | Кирилл Фесенко 12 | Универсальный спортивный комплекс ЦСКА, Москва Зрителей: 1 500 Судьи: Антон Махлин Алексей Давыдов Сергей Михайлов |
| 26 апреля 2015 13:00 | Отчёт | Милош Теодосич 8           | Передачи | Кортни Фортсон 9  | Универсальный спортивный комплекс ЦСКА, Москва Зрителей: 1 500 Судьи: Антон Махлин Алексей Давыдов Сергей Михайлов |

| 26 апреля 2015 15:10 | Отчёт | Енисей                     | 101:76   | Красные крылья       | Дворец спорта имени Ивана Ярыгина, Красноярск Зрителей: 2 000 Судьи: Семён Овинов Игорь Деменков Юрий Зинкевич |
| 26 апреля 2015 15:10 | Отчёт | 27:19, 24:24, 29:16, 21:17 |          |                      | Дворец спорта имени Ивана Ярыгина, Красноярск Зрителей: 2 000 Судьи: Семён Овинов Игорь Деменков Юрий Зинкевич |
| 26 апреля 2015 15:10 | Отчёт | Элмедин Киканович 22       | Очки     | Александр Гудумак 19 | Дворец спорта имени Ивана Ярыгина, Красноярск Зрителей: 2 000 Судьи: Семён Овинов Игорь Деменков Юрий Зинкевич |
| 26 апреля 2015 15:10 | Отчёт | Элмедин Киканович 6        | Подборы  | Александр Гудумак 10 | Дворец спорта имени Ивана Ярыгина, Красноярск Зрителей: 2 000 Судьи: Семён Овинов Игорь Деменков Юрий Зинкевич |
| 26 апреля 2015 15:10 | Отчёт | Донелл Купер 18            | Передачи | Виталий Зуев 4       | Дворец спорта имени Ивана Ярыгина, Красноярск Зрителей: 2 000 Судьи: Семён Овинов Игорь Деменков Юрий Зинкевич |

| 26 апреля 2015 17:00 | Отчёт | ВЭФ                        | 88:93    | Зенит          | «Арена Рига», Рига Зрителей: 500 Судьи: Томас Ясявичюс Борис Шульга Петри Мянтюля |
| 26 апреля 2015 17:00 | Отчёт | 19:19, 25:28, 25:22, 19:24 |          |                | «Арена Рига», Рига Зрителей: 500 Судьи: Томас Ясявичюс Борис Шульга Петри Мянтюля |
| 26 апреля 2015 17:00 | Отчёт | Си Джей Харрис 20          | Очки     | Уолтер Ходж 25 | «Арена Рига», Рига Зрителей: 500 Судьи: Томас Ясявичюс Борис Шульга Петри Мянтюля |
| 26 апреля 2015 17:00 | Отчёт | Марекс Мейерис 8           | Подборы  | Кайл Лэндри 9  | «Арена Рига», Рига Зрителей: 500 Судьи: Томас Ясявичюс Борис Шульга Петри Мянтюля |
| 26 апреля 2015 17:00 | Отчёт | Джеральд Робинсон 7        | Передачи | Уолтер Ходж 7  | «Арена Рига», Рига Зрителей: 500 Судьи: Томас Ясявичюс Борис Шульга Петри Мянтюля |

| 26 апреля 2015 17:00 | Отчёт | Химки                            | 86:80    | Красный Октябрь                  | Баскетбольный центр Московской области, Химки Зрителей: 1 200 Судьи: Илья Путенко Сергей Круг Евгений Ветров |
| 26 апреля 2015 17:00 | Отчёт | 25:20, 15:15, 15:19, 31:26       |          |                                  | Баскетбольный центр Московской области, Химки Зрителей: 1 200 Судьи: Илья Путенко Сергей Круг Евгений Ветров |
| 26 апреля 2015 17:00 | Отчёт | Руслан Патеев 17                 | Очки     | Рэнди Калпеппер 26               | Баскетбольный центр Московской области, Химки Зрителей: 1 200 Судьи: Илья Путенко Сергей Круг Евгений Ветров |
| 26 апреля 2015 17:00 | Отчёт | Руслан Патеев 11                 | Подборы  | Уилли Дин, Дмитрий Коршаков по 5 | Баскетбольный центр Московской области, Химки Зрителей: 1 200 Судьи: Илья Путенко Сергей Круг Евгений Ветров |
| 26 апреля 2015 17:00 | Отчёт | Егор Вяльцев, Виктор Клавер по 6 | Передачи | Дональд МакГрэт 5                | Баскетбольный центр Московской области, Химки Зрителей: 1 200 Судьи: Илья Путенко Сергей Круг Евгений Ветров |

| 26 апреля 2015 17:00 | Отчёт | Локомотив-Кубань           | 85:80    | Цмоки-Минск                       | «Баскет-холл», Краснодар Зрителей: 2 112 Судьи: Олег Латышев Вацлав Лукеш Евгений Михеев |
| 26 апреля 2015 17:00 | Отчёт | 17:23, 23:15, 26:17, 19:25 |          |                                   | «Баскет-холл», Краснодар Зрителей: 2 112 Судьи: Олег Латышев Вацлав Лукеш Евгений Михеев |
| 26 апреля 2015 17:00 | Отчёт | Деррик Браун 20            | Очки     | Иван Мараш, Бранко Миркович по 19 | «Баскет-холл», Краснодар Зрителей: 2 112 Судьи: Олег Латышев Вацлав Лукеш Евгений Михеев |
| 26 апреля 2015 17:00 | Отчёт | Энтони Рэндольф 8          | Подборы  | Иван Мараш 14                     | «Баскет-холл», Краснодар Зрителей: 2 112 Судьи: Олег Латышев Вацлав Лукеш Евгений Михеев |
| 26 апреля 2015 17:00 | Отчёт | Крунослав Симон 4          | Передачи | Бранко Миркович 7                 | «Баскет-холл», Краснодар Зрителей: 2 112 Судьи: Олег Латышев Вацлав Лукеш Евгений Михеев |

| 26 апреля 2015 19:00 | Отчёт | Нимбурк                    | 86:81    | Нижний Новгород     | СК «Нимбурк», Нимбурк Зрителей: 520 Судьи: Борис Рыжик Марек Цмикевич Жденко Зубак |
| 26 апреля 2015 19:00 | Отчёт | 28:17, 16:19, 19:14, 23:31 |          |                     | СК «Нимбурк», Нимбурк Зрителей: 520 Судьи: Борис Рыжик Марек Цмикевич Жденко Зубак |
| 26 апреля 2015 19:00 | Отчёт | Дариус Вашингтон 18        | Очки     | Трэй Томпкинс 19    | СК «Нимбурк», Нимбурк Зрителей: 520 Судьи: Борис Рыжик Марек Цмикевич Жденко Зубак |
| 26 апреля 2015 19:00 | Отчёт | Войтех Грубан 4            | Подборы  | Артём Параховский 7 | СК «Нимбурк», Нимбурк Зрителей: 520 Судьи: Борис Рыжик Марек Цмикевич Жденко Зубак |
| 26 апреля 2015 19:00 | Отчёт | Дариус Вашингтон 9         | Передачи | Галь Мекель 7       | СК «Нимбурк», Нимбурк Зрителей: 520 Судьи: Борис Рыжик Марек Цмикевич Жденко Зубак |